# Danh sách quân chủ Țara Românească
Dưới đây là danh sách vương công xứ Valahia, hay còn được gọi trong tiếng România là Țara Românească từ khi được đề cập là một chính thể nhà nước nằm giữa Nam Karpat và sông Danube cho đến khi hợp nhất vào các tỉnh liên hiệp România thống nhất năm 1862.

## Lưu ý
Việc xác định người được chọn cai trị không rõ ràng do các định nghĩa tương đối lỏng lẻo theo thông lệ về các gia tộc được cho là có quyền cai trị vùng đất. Theo nguyên tắc, các vương công được chọn có thể là những đứa con hoang của các vương công trước đó (tiếng România: os de domn, tức là những đứa con mang dòng máu Vương công) hay theo kiểu thừa kế thông thường (tiếng România: heregie); hội đồng boyar sẽ chịu trách nhiệm bầu cử nhưng các boyar thì rất dễ chịu sự dao động trong quá trình này. Hệ thống này thường bị thách thức bởi những kẻ tiếm vị, và đối với thời kỳ Fanariot là việc bổ nhiệm vương công trực tiếp từ các hoàng đế Ottoman. Trong khoảng thời gian từ năm 1828 đến năm 1878 (thời điểm România độc lập), một số hệ thống tuyển cử cũng như lựa chọn bổ nhiệm đã được thử nghiệm. Đối với các vương công xứ Valahia, cũng giống như với xứ Moldova láng giềng, đều sử dụng tước xưng là Voivode (vương công) hoặc/và Hospodar (lãnh chúa); những cụm từ này khi sử dụng trong tiếng România được gọi là Domn (từ tiếng Latin là dominus).
Tên gọi người cai trị không thống nhất giữa các tài liệu, một số thậm chí chỉ xuất hiện ở các tài liệu không phải là tiếng România. Tên được sử dụng là tên được gọi bởi các sử gia hiện đại hay từ một vài nguồn tham khảo khác nhau.

## Danh sách

### Những người cai trị ban đầu
- Bezerenbam và Mișelav
- Seneslau
- John (knez)
- Farcaș
- Litovoi
- Bărbat
- Thocomer

### Nhà Basarab
| Người cai trị                                                                                              | Chân dung   | Thời gian cai trị                                                                           | Gia tộc              | Hôn nhân | Ghi chú |
| --- | ----------- | ------------------------------------------------------------------------------------------- | -------------------- | --- | --- |
| Radu Negru Negru Vodă (? – ?)                                                                              | không khung | k. 1290 – 1320                                                                              | ?                    | Không rõ | Vương công quân trong truyền thuyết của xứ Țara Românească, một số sử gia cho rằng cái tên này chỉ là một biệt hiệu khác của Thocomer hay Basarab I. |
| Basarab I Người khai quốc (k. 1270 – 1351/1352)                                                            | không khung | k. 1310/giữa 1304 và 1324 – 1351/1352                                                       | Basarab              | Doamna Marghita ? 2 người con | Con của Thocomer. |
| Nicolae Alexandru (? – 16/24 tháng 11 năm 1364)                                                            | không khung | k. 1344 – 1351/1352                                                                         | Basarab              | Maria Lackfy ? 2 người con Clara Dobokai Những năm 1340 2 người con Margit Dabkai ? Không có con                                                           | Con của Basarab I. |
| Nicolae Alexandru (? – 16/24 tháng 11 năm 1364)                                                            | không khung | 1352 – 16/24 tháng 11 năm 1364                                                              | Basarab              | Maria Lackfy ? 2 người con Clara Dobokai Những năm 1340 2 người con Margit Dabkai ? Không có con                                                           | Con của Basarab I. |
| Vladislav I Vlaicu Vodă (1325 – 1377)                                                                      | không khung | 16/24 tháng 11 năm 1364 – 1377                                                              | Basarab              | Không rõ | Con của Nicolae Alexandru. |
| Radu I (1330 – k. 1383)                                                                                    | không khung | k. 1377 – k. 1383                                                                           | Basarab              | Doamna Ana ? 1 người con Doamna Calinichia c. 1354/1355 2 người con                                                                                        | Con của Nicolae Alexandru. |
| Dan I (1354 – 23 tháng 9 năm 1386)                                                                         |             | k. 1383 – 23 tháng 9 năm 1386                                                               | Dăneștilor           | Doamna Maria của Serbia ? 2 người con | Con của Radu I. Mối quan hệ với Hungary căng thẳng trở lại dưới triều đại của ông. |
| Mircea I Già/Vĩ đại (k. 1355 – 31 tháng 1 năm 1418)                                                        | không khung | 23 tháng 9 năm 1386 – 10 tháng 10 năm 1394/17 tháng 5 năm 1395                              | Basarab              | Maria Tolmay ? 6 người con Doamna Anca ? Không có con | Con của Radu I. Xứ Valahia dưới thời ông cai trị đạt cực thịnh cả về kinh tế lẫn chính trị. Mircea cũng nhúng tay vào cuộc chiến ở Bulgaria chống người Ottoman khiến cho ông trở thành đối tượng tiếp theo bị quân đội nước này xâm lược. Trong một cuộc xâm lược như vậy vào năm 1394/1395 thì ông đánh mất quyền cai trị của mình tại xứ Valahia và buộc phải rút quân về Hungary. |
| Vlad I Kẻ tiếm vị (? – Tháng 12 năm 1396/tháng 1 năm 1397?)                                                |             | 10 tháng 10 năm 1394/17 tháng 5 năm 1395 – Tháng 12 năm 1396/tháng 1 năm 1397?              | Dăneștilor           | Không rõ | Con thứ hai của Radu I, tiếm vị ngôi vương của Mircea I và lên ngôi dưới sự chỉ định của người Ottoman. Sau bị lật đổ bởi Mircea và chết trong cảnh tù đày ngay khi bị bắt giữ. |
| Mircea I Già/Vĩ đại (k. 1355 – 31 tháng 1 năm 1418)                                                        | không khung | Tháng 12 năm 1396/tháng 1 năm 1397? – 31 tháng 1 năm 1418                                   | Basarab              | Maria Tolmay ? 6 người con Doamna Anca ? Không có con | Khôi phục ngôi vị trở lại dưới sự trợ giúp của người Hungary. Tiếp tục chặn đứng các cuộc xâm lược rồi mở rộng lãnh thổ và can thiệp vào tình hình nội bộ Ottoman trong thời kỳ vô chính phủ ở nước này. |
| Mihail I (? – Tháng 8 năm 1420)                                                                            | không khung | 1415 – 31 tháng 1 năm 1418                                                                  | Basarab              | Không rõ 2 người con | Người con ruột hợp pháp duy nhất Radu Già. Đồng cai trị cùng cha từ năm 1415 và từ năm 1418 là người cai trị đơn nhất của xứ Valahia. Can thiệp vào nội chiến Ottoman, sau đó thì Medmed I của xứ Ottoman xâm lược công quốc và buộc ông tái triều cống, cắt đất cũng như gửi 2 người con đến làm con tim ở Edirne. Mất trong cuộc nội chiến với người họ hàng của mình là Dan II. |
| Mihail I (? – Tháng 8 năm 1420)                                                                            | không khung | 31 tháng 1 năm 1418 – Tháng 8 năm 1420                                                      | Basarab              | Không rõ 2 người con | Người con ruột hợp pháp duy nhất Radu Già. Đồng cai trị cùng cha từ năm 1415 và từ năm 1418 là người cai trị đơn nhất của xứ Valahia. Can thiệp vào nội chiến Ottoman, sau đó thì Medmed I của xứ Ottoman xâm lược công quốc và buộc ông tái triều cống, cắt đất cũng như gửi 2 người con đến làm con tim ở Edirne. Mất trong cuộc nội chiến với người họ hàng của mình là Dan II. |
| Radu II Trọc (? – 1428?/1431)                                                                              | không khung | Tháng 8 năm 1420 – Trước 23 tháng 10 năm 1422                                               | Basarab              | Không rõ | Nội chiến giữa hai nhánh thừa kế sau cái chết của Mihail I: Dan II (con của Dan I) và Radu II (con của Mircea Già) với mỗi bên cai trị được 2 lần (hoặc là Radu II 4 lần và Dan II là 5 lần - theo các tài liệu khác nhau). Cuối cùng thì Alexandru Aldea kế nhiệm Dan II ở một tình cảnh không rõ ràng: hoặc bị quân Ottoman xâm lược và giết chết , hoặc bị chính nguời kế nhiệm dưới sự hỗ trợ của Hungary và Moldavia lật đổ và giết chết. |
| Dan II (Trước 1386 – 1 tháng 6 năm 1432)                                                                   | không khung | Sau 23 tháng 10 năm 1422 – Tháng 1 năm 1427                                                 | Dăneștilor           | Không rõ 3/5 người con | Nội chiến giữa hai nhánh thừa kế sau cái chết của Mihail I: Dan II (con của Dan I) và Radu II (con của Mircea Già) với mỗi bên cai trị được 2 lần (hoặc là Radu II 4 lần và Dan II là 5 lần - theo các tài liệu khác nhau). Cuối cùng thì Alexandru Aldea kế nhiệm Dan II ở một tình cảnh không rõ ràng: hoặc bị quân Ottoman xâm lược và giết chết , hoặc bị chính nguời kế nhiệm dưới sự hỗ trợ của Hungary và Moldavia lật đổ và giết chết. |
| Radu II Trọc (? – 1428?/1431)                                                                              | không khung | Tháng 1 năm 1427 – 6 tháng 4 năm 1427/? tháng ? năm 1428(?)                                 | Basarab              | Không rõ | Nội chiến giữa hai nhánh thừa kế sau cái chết của Mihail I: Dan II (con của Dan I) và Radu II (con của Mircea Già) với mỗi bên cai trị được 2 lần (hoặc là Radu II 4 lần và Dan II là 5 lần - theo các tài liệu khác nhau). Cuối cùng thì Alexandru Aldea kế nhiệm Dan II ở một tình cảnh không rõ ràng: hoặc bị quân Ottoman xâm lược và giết chết , hoặc bị chính nguời kế nhiệm dưới sự hỗ trợ của Hungary và Moldavia lật đổ và giết chết. |
| Dan II (Trước 1386 – 1 tháng 6 năm 1432)                                                                   | không khung | 6 tháng 4 năm 1427/? tháng ? năm 1428(?) – 1 tháng 6 năm 1432                               | Dăneștilor           | Không rõ 3/5 người con | Nội chiến giữa hai nhánh thừa kế sau cái chết của Mihail I: Dan II (con của Dan I) và Radu II (con của Mircea Già) với mỗi bên cai trị được 2 lần (hoặc là Radu II 4 lần và Dan II là 5 lần - theo các tài liệu khác nhau). Cuối cùng thì Alexandru Aldea kế nhiệm Dan II ở một tình cảnh không rõ ràng: hoặc bị quân Ottoman xâm lược và giết chết , hoặc bị chính nguời kế nhiệm dưới sự hỗ trợ của Hungary và Moldavia lật đổ và giết chết. |
| Alexandru I Aldea (1397 – 25 tháng 6/Tháng 12 năm 1436)                                                    |             | Tháng 2/3 năm 1431 – Tháng 6/12 năm 1436                                                    | Basarab              | Không rõ | Con của Mircea Già. |
| Vlad II Huân tước Rồng/Độc ác (Trước 1395 (k. 1392/k. 1394) – Tháng 11 năm 1432/7 tháng 12 năm 1447)       | không khung | Tháng 6/12 năm 1436 – Tháng 3 năm 1442                                                      | Drăculești           | Không rõ 1 người con Cneajna xứ Moldava ? 3 người con | Con ngoài giá thú của Mircea Già. Lên ngôi lần đầu sau cái chết của Alexandru Aldea. Sau khi người bảo hộ của ông ở Hungary là Sigismund mất thì trở cờ theo phe Ottoman. Từ đây ông tiến hành một loạt các hoạt động chính trị và quân sự nhằm giữ thế cân bằng giữa hai bên Thánh chế La Mã và Đế quốc Ottoman. Ông bị Murad II triệu hồi về Edirne sau một cuộc chiến giữa Ottoman và Hungary năm 1442, sau bị buộc tội phản bội cho thất bại của người Ottoman tại Transylvania và bị giam giữ cùng với hai người con của ông tại Ottoman. |
| Mircea II Trẻ (1428 – 1447)                                                                                |             | Tháng 3/tháng 8 năm 1442 – Tháng 6/8/9 năm 1442                                             | Drăculești           | Không kết hôn | Con của Vlad II, thỉnh thoảng không được đánh số trong các tài liệu. Ông được Vlad II giao quyền cai trị xứ Valahia khi ông đi diện kiến sultan Ottoman tại Edirne. Bị phế truất bởi János Hunyadin cùng với kẻ tiếm vị được ông này ủng hộ là Basarab II. |
| Ottoman sát nhập xứ Valahia (Tháng 8/Tháng 9 – Tháng 9 năm 1442)                                           |             |                                                                                             |                      | | |
| Basarab II (? – sau 1443/1458)                                                                             |             | Tháng 6/9 năm 1442 – Giữa tháng 3 và tháng 9 năm 1443                                       | Dăneștilor           | Không rõ 1 người con | Con của Dan II, được János Hunyadin đưa lên làm vương công xứ Valahia thay cho Mircea II. Tuy nhiên ông mất ngôi không lâu sau đó vào tay Vlad II. |
| Vlad II Huân tước Rồng/Độc ác (Trước 1395 (k. 1392/k. 1394) – Tháng 11 năm 1447/7 tháng 12 năm 1447)       | không khung | Giữa tháng 3 và tháng 9 năm 1443 – Cuối tháng 11 năm 1447 cho đến trước 4 tháng 12 năm 1447 | Drăculești           | Không rõ 1 người con Cneajna xứ Moldava ? 3 người con | Không rõ thời gian cụ thể ông trở về xứ Valahia cai trị lần hai, chỉ biết là ông giành lại quyền cai trị vào khoảng giữa tháng 3 và tháng 9 năm 1443, theo đó ông thề với Murad II sẽ không tấn công quân của ông này, đồng thời cũng gửi người đến làm cấm vệ quân Janissary cũng như gửi hai người con trai đến để làm con tin ở triều đình Edirne là Radu và Vlad. Tuy nhiên sau khi về thì ông bắt tay hợp tác trong các chiến dịch quân sự sau này của phe Công giáo (từ đầu năm 1444 đến 1446/1447). Sau thời gian này thì ông trở cờ theo phe Ottoman trở lại và can thiệp vào chuyện nội chính của xứ Moldava láng giềng, ủng hộ phe đối lập với người Hungary. Ông mất vào tháng 11 năm 1447, sau một chiến dịch tấn công bất ngờ của János Hunyadin vào xứ Valahia vào tháng 7 trước đó.                                                                          |
| Vladislav II (1400s – 20 tháng 8 năm 1456)                                                                 | không khung | 4 tháng 12 năm 1447 – Nửa đầu tháng 10 năm 1448                                             | Dăneștilor           | Doamna Neacșa ? 1 người con | Con của Dan II, được János Hunyadin đưa lên làm vương công xứ Valahia thay cho Vlad II và Mircea II. Trong lần nắm quyền đầu tiên, ông tham gia cùng Janós Hunyadin trong một chiến dịch quân sự chống lại Ottoman và do đó bị một kẻ tiếm vị với triều đình Valahia là Vlad III lật đổ trong thời gian ông vắng mặt này. |
| Vlad III Kẻ xiên người/Đứa con của rồng (1428/1431 – Giữa 14 tháng 12 năm 1476 và 10 tháng 1 năm 1477)     | không khung | Nửa sau tháng 10 năm 1448 – 7 tháng 12 năm 1448                                             | Drăculești           | Con gái ngoài giá thú của János Hunyadin (Cneajna Bathory ?) ? 2 người con Jusztina Szilagyi Giữa 1475 và 1476 2 người con Ilona Nelipic (?) ? 1 người con | Con của Vlad II, bị giam giữ làm con tim tại triều đình Ottoman lúc nhỏ. Sau khi cha mất trở thành kẻ tiếm vị xứ Valahia. Ông lên ngôi lần đầu sau khi dẫn đầu một đội quân Ottoman xâm lược xứ Valahia nhân lúc đối thủ lúc đó của ông là Vladislav II vắng mặt. Bị buộc phải lánh nạn tại triều đình Ottoman ngày 7 tháng 12 năm 1448. |
| Vladislav II (1400s – 20 tháng 8 năm 1456)                                                                 | không khung | 7 tháng 12 năm 1448 – 20 tháng 8 năm 1456                                                   | Dăneștilor           | Doamna Neacșa ? 1 người con | Quay trở lại sau thất bại tại trận Kosovo thứ nhì (ông không tham dự trận đánh mà có lẽ ở đâu đó khác trong lãnh thổ đế quốc Ottoman), ông nhanh chóng nắm quyền cai trị trở lại xứ Valahia và buộc Vlad III phải rời đi sau đó. Ông mâu thuẫn với người Hungary liên quan đến thất bại tại Kosovo và Janós chuyển sự trợ giúp đến đối thủ cũ của ông này là Vlad III, người mà sau này sẽ kế vị ông trong một cuộc xâm lược của vị vương công này vào xứ Valahia năm 1456 sau cái chết của chính ông trong cuộc xâm lược này |
| Vlad III Kẻ xiên người/Đứa con của rồng (1428/1431 – Giữa 14 tháng 12 năm 1476 và 10 tháng 1 năm 1477)     | không khung | 20 tháng 8 năm 1456 – Trước 11 tháng 7 năm 1462                                             | Drăculești           | Con gái ngoài giá thú của János Hunyadin (Cneajna Bathory ?) ? 2 người con Jusztina Szilagyi Giữa 1475 và 1476 2 người con Ilona Nelipic (?) ? 1 người con | Khôi phục ngôi vương lần thứ nhất dưới sự ủng hộ quân sự của người Hungary sau các căng thẳng giữa Vladislav và người Hungary. Thời kỳ cai trị này của ông chứng kiến sự thanh trừng các boyar địa phương để củng cố quyền lực cũng như xung đột với người Transilvania Sachsen (đến năm 1460) và sau đó là với Ottoman cùng với người em ruột và cũng là kẻ tiếm vị của ông là Radu III (đến hết năm 1462). Ông bị giam giữ khi đến Hungary vào nửa cuối năm 1462 nhằm đàm phán để cầu viện khi các boyar xứ Valahia ngày càng quay lưng với ông trong cuộc nội chiến giữa ông với Radu III. |
| Radu III Đẹp trai (k. 1437 / 1439 – Tháng 1 năm 1475)                                                      | không khung | Trước 11 tháng 7 năm 1462 – 23 tháng 11 năm 1473                                            | Drăculești           | Maria Despina ? 1 người con | Con của Vlad II, và là em trai Vlad III. Lên ngôi lần đầu dưới sự trơ giúp của người Ottoman. Bị Basarab Laiotă Già chiếm lấy ngôi vị theo thoả thuận với người Ottomans. |
| Basarab III Basarab Laiotă/Già (? – 22 tháng 12 năm 1480)                                                  | không khung | 23 tháng 11 năm 1473 – 23 tháng 12 năm 1473                                                 | Dăneștilor           | Không kết hôn | Cháu của Dan II. Cai trị lần đầu xứ Valahia cho đến khi Radu III dẫn đầu quân Ottoman tiến vào xứ Valahia vào tháng 12 năm 1473, khiến ông phải lưu vong tại triều đình Hungary. |
| Radu III Đẹp trai (k. 1437 / 1439 – Tháng 1 năm 1475)                                                      | không khung | 23 tháng 12 năm 1473 – Tháng 3 năm 1474                                                     | Drăculești           | Maria Despina ? 1 người con | Lên ngôi lần thứ hai khi dẫn đầu một đạo quân Thổ tiến vào đây. Không rõ là ông cai trị có liên tục cho đến tháng 9 hay không do sự thành công của lần xâm lược thứ 2 của Basarab III còn bị bỏ ngỏ. |
| Basarab III Basarab Laiotă/Già (? – 22 tháng 12 năm 1480)                                                  | không khung | Tháng 3 năm 1474                                                                            | Dăneștilor           | Không kết hôn | Không rõ có cùng quân Hungary chiếm được xứ Valahia trong giai đoạn này hay không, tuy nhiên có khả năng là chiến dịch vào khoảng thời gian này thất bại khi Basarab Già phải kh̉ởi động một chiến dịch khác vào tháng 8 cùng năm.. |
| Radu III Đẹp trai (k. 1437 / 1439 – Tháng 1 năm 1475)                                                      | không khung | Tháng 3 năm 1474 – Tháng 9 năm 1474                                                         | Drăculești           | Maria Despina ? 1 người con | Bị lật đổ lần thứ hai bởi Basarab III trong một cuộc xâm lược của liên quân chống Ottoman vào đây. |
| Basarab III Basarab Laiotă/Già (? – 22 tháng 12 năm 1480)                                                  | không khung | Tháng 9 năm 1474 – Hạ tuần tháng 10 năm 1474                                                | Dăneștilor           | Không kết hôn | Tái cai trị xứ Valahia, nhưng bị Radu III lật đổ dưới sự trợ giúp của người Ottoman vào đầu tháng 10 năm 1474 |
| Radu III Đẹp trai (k. 1437 / 1439 – Tháng 1 năm 1475)                                                      | không khung | Hạ tuần tháng 10 năm 1474 – Sau ngày 10 tháng 1 năm 1475                                    | Drăculești           | Maria Despina ? 1 người con | Dẫn đầu các đạo quân Thổ tiến vào xứ Valahia cuối tháng 10 năm 1474 nhằm khôi phục quyền cai trị tại đây. Thua trận trước liên quân ch́ống Ottomans tại trận Thượng Cầu. Ông có lẽ mất mạng trong trận đánh này. |
| Basarab III Basarab Laiotă/Già (? – 22 tháng 12 năm 1480)                                                  | không khung | Sau ngày 10 tháng 1 năm 1475 – 8/11 tháng 11 năm 1476                                       | Dăneștilor           | Không kết hôn | Lên ngôi lần thứ tư và hoà đàm với người Ottoman. Đến năm 1476 thì liên quân chống Valahia được các nước chống Ottomans thành lập nhân lúc Ottoman nội loạn với mục đích loại phe thân Ottoman ra khỏi đây. Liên quân, dẫn đầu bởi Vlad III, xâm lược và đánh đuổi Basarad III ra khỏi xứ Valahia. |
| Vlad III Kẻ xiên người/Đứa con của rồng (1428/1431 – Giữa 14 tháng 12 năm 1476 và 10 tháng 1 năm 1477)     | không khung | Trước 26 tháng 11 năm 1476 – Giữa 14 tháng 12 năm 1476 và 10 tháng 1 năm 1477               | Drăculești           | Con gái ngoài giá thú của János Hunyadin (Cneajna Bathory ?) ? 2 người con Jusztina Szilagyi Giữa 1475 và 1476 2 người con Ilona Nelipic (?) ? 1 người con | Khôi phục ngôi vương lần hai dưới sự hỗ trợ của người Hungary và Moldava vào tháng 11 năm 1476. Tuy nhiên ông mất không lâu sau đó trong chiến tranh chống lại người Ottoman và kẻ tiếm vị ngôi vương lúc đó là Basarab Laiotă. |
| Basarab III Basarab Laiotă/Già (? – 22 tháng 12 năm 1480)                                                  | không khung | Giữa 14 tháng 12 năm 1476 và 10 tháng 1 năm 1477 – Tháng 11 năm 1477                        | Dăneștilor           | Không kết hôn | Lên ngôi lần cuối và vẫn dựa vào sự trợ giúp của người Ottomans. Bị xứ Moldava lật đổ trong một cuộc xâm lược vào xứ Valahia. |
| Basarab IV Trẻ/Țepeluș (Trước 1444 – 23 tháng 3 năm 1482)                                                  |             | Tháng 11 năm 1477 – Tháng 9 năm 1481                                                        | Dăneștilor           | Maria ? 1 người con | Con của Basarab II. Lên ngôi lần đầu để kế vị Basarab III. Bị Ștefan III xứ Moldova đánh bại tại Râmnicu Vâlcea và buộc phải chạy trốn khỏi xứ Valahia. |
| Mircea (II) (Thế kỷ 15)                                                                                    |             | Tháng 7 năm 1480 – Tháng 11 năm 1480                                                        | Drăculești           | Không rõ | Con của Vlad II. Được Ștefan III xứ Moldova đưa lên cai trị công quốc trong nửa cuối năm 1480 |
| Vlad IV Tu sĩ (1425 – Tháng 9 năm 1495)                                                                    | không khung | Tháng 9 năm 1481 – 16 tháng 11 năm 1481                                                     | Drăculești           | Rada Smaranda Trước 1460 4 người con Maria Palaiologina 1487 1 người con                                                                                   | Con của Vlad II. Được Ștefan III xứ Moldova đưa lên cai trị nhằm phục vụ mưu đồ kiểm soát công quốc. Bị Basarad IV đánh bật khỏi xứ Valahia vào tháng 11 năm 1481. |
| Basarab IV Trẻ/Țepeluș (Trước 1444 – 23 tháng 3 năm 1482)                                                  |             | 16 tháng 11 năm 1481 – 23 tháng 3 năm 1482                                                  | Dăneștilor           | Maria ? 1 người con | Ông quay trở lại xâm lược xứ Valahia dưới sự trợ giúp của người Ottoman, tuy nhiên sau đó 1 năm thì ông lại bị kẻ thù cũ là Ștefan III đánh bại. Basarab IV bị giết chết trong lần xâm lược này. |
| Vlad IV Tu sĩ (1425 – Tháng 9 năm 1495)                                                                    | không khung | 23 tháng 3 năm 1482 – Tháng 9 năm 1495                                                      | Drăculești           | Rada Smaranda Trước 1460 4 người con Maria Palaiologina 1487 1 người con                                                                                   | Được Ștefan III đưa lên ngai vàng lần nữa nhằm khôi phục sự kiểm soát của ông đối với xứ Valahia, tuy nhiên ít lâu sau đó Vlad IV buộc phải chấp nhận địa vị chư hầu trở lại với người Ottoman. Mất năm 1495, có lẽ do nguyên nhân tự nhiên. |
| Radu IV Vĩ đại (1467 – 23 tháng 4 năm 1508)                                                                | không khung | 1492 – 15 tháng 9 năm 1495                                                                  | Drăculești           | Cătălina Crnojevic 1494/1495 Ít nhất 5 người con | Con của Vlad IV, đồng cai trị cùng ông từ năm 1492 và cai trị một mình từ tháng 9 năm 1495. Là nhà ngoại giao tài ba cũng là nhà bảo trợ nghệ thuật lớn của xứ Valahia. Thời kỳ cai trị của ông cũng chứng kiến sự hoà bình trên toàn cõi Valahia, ngoại trừ việc ông can thiệp vào việc tranh đoạt ngôi vị xứ Moldova năm 1507 khi hỗ trợ Roman de Coșereni chống lại Bogdan III xứ Moldova. |
| Radu IV Vĩ đại (1467 – 23 tháng 4 năm 1508)                                                                | không khung | 15 tháng 9 năm 1495 – 23 tháng 4 năm 1508                                                   | Drăculești           | Cătălina Crnojevic 1494/1495 Ít nhất 5 người con | Con của Vlad IV, đồng cai trị cùng ông từ năm 1492 và cai trị một mình từ tháng 9 năm 1495. Là nhà ngoại giao tài ba cũng là nhà bảo trợ nghệ thuật lớn của xứ Valahia. Thời kỳ cai trị của ông cũng chứng kiến sự hoà bình trên toàn cõi Valahia, ngoại trừ việc ông can thiệp vào việc tranh đoạt ngôi vị xứ Moldova năm 1507 khi hỗ trợ Roman de Coșereni chống lại Bogdan III xứ Moldova. |
| Mihnea I Xấu xa (k.1460 /1462 – 12 tháng 3 năm 1510)                                                       | không khung | Giữa 23 và 30 tháng 4 năm 1508 – 29 tháng 10 năm 1509                                       | Drăculești           | Rada Smaranda Trước 1460 4 người con Maria Palaiologina 1487 1 người con                                                                                   | Con của Vlad III. Giành quyền cai trị xứ Valahia cùng với các boyar trung thành với ông bằng các chiến dịch đánh phá quy mô nhỏ. Không được lòng các boyar khác, ông nhanh chóng bị lật đổ với sự giúp sức của người Ottoman và phải chạy trốn sang Hungary. Mất 2 năm sau đó tại xứ Transylvania. |
| Mircea III Huân tước Rồng (Trước 1508 – 1534/1537)                                                         | không khung | 29 tháng 10 năm 1509 – Tháng 2 năm 1510                                                     | Drăculești           | Maria Despina của Serbia k. 1519 5/6 người con | Con và có lẽ cũng là người đồng cai trị xứ Valahia cùng cha là Mircea III, sau khi cha ông mất không. Lưu vong cùng cha không lâu trước trận Codmeana. Sau khi thoái vị năm 1510 thì tiếm ngôi Vương công xứ Valahia hai lần nhưng nhưng không thành công. |
| Vlad V Trẻ (k. 1488 – 23 tháng 1 năm 1512)                                                                 |             | Tháng 2/8 tháng 4 năm 1510 – 23 tháng 1 năm 1512                                            | Drăculești           | Anca xứ Zeta Trước 1508 5/6 người con | Cướp ngôi của người em họ Mircea III với sự trợ giúp của người Ottoman và gia tộc Craiovești. Sau thề trung thành với vương quốc Hungary. Bị các quý tộc dần bỏ rơi và sau cùng bị phế truất bởi người Ottoman vào năm 1512. Bị xử tử bằng cách chặt đầu tại Bucharest. |
| Neagoe Basarab (k. 1459 – 15 tháng 9 năm 1521)                                                             | không khung | 23 tháng 1 năm 1512 – 15 tháng 9 năm 1521                                                   | Craiovești           | 1505 6 người con | Con của Pârvu Craiovescu hoặc Basarab. Ông thỉnh thoảng được gọi là Neagoe Basarab V nhằm phân biệt với các vị vua có tên Basarab trước đó. Là một nhà cai trị tài năng, thời kỳ nắm quyền của ông đánh dấu bằng chủ nghĩa gia đình trị, việc thiết lập quan hệ ngoại giao cũng như duy trì các mối quan hệ với các nước Ki-tô giáo láng giềng nhằm chống lại mối đe doạ từ đế quốc Ottoman |
| Milica Despina (k. 1485/1487 – 30 tháng 1 năm 1554)                                                        | không khung | 15 tháng 9 năm 1521 – Tháng 10 năm 1521                                                     | Branković/Craiovești | 1505 6 người con | Thời kỳ cai trị thứ nhất: Kế thừa vị trí với tư cách là con của Nyagoe Basarab, dưới quyền nhiếp chính cùng mẹ là Despina Branković và chú là Preda Craiovescu. Bị Vlad VI Dragomir tiếm vương thành công và đánh đuổi hai mẹ con ra khỏi xứ Valahia. |
| Teodosie (? – 25 tháng 1 năm 1522)                                                                         | không khung | 15 tháng 9 năm 1521 – Tháng 10 năm 1521                                                     | Craiovești           | Không kết hôn | Thời kỳ cai trị thứ nhất: Kế thừa vị trí với tư cách là con của Nyagoe Basarab, dưới quyền nhiếp chính cùng mẹ là Despina Branković và chú là Preda Craiovescu. Bị Vlad VI Dragomir tiếm vương thành công và đánh đuổi hai mẹ con ra khỏi xứ Valahia. |
| Vlad (VI) Dragomir Călugărul (k. 1500 – Tháng 1 năm 1522)                                                  |             | Tháng 10 năm 1521 – Tháng 11 năm 1521                                                       | Drăculești           | Không rõ | Có thể là con của Vlad V. Là người cai trị trên thực tế của Công quốc Valahia trong hai tháng 10 và 11 năm 1521, tuy nhiên không được triều đình Ottoman công nhận. Bị quân Ottoman đánh dẹp ngay sau đó. |
| Teodosie (? – 25 tháng 1 năm 1522)                                                                         | không khung | Tháng 11 năm 1521 – 10 tháng 12 năm 1521                                                    | Craiovești           | Không kết hôn | Quay trở lại cai trị lần hai dưới sự hỗ trợ của pasha Mehmet Beg Mihaloglu. Bị các boyar chống Ottoman lật đổ cuối năm 1521. Mất tháng 1 năm sau khi lưu vong tại Constantinople. Về phần Milica Despina thì bà trở thành nữ tu tại Sibiu. |
| Milica Despina (k. 1485/1487 – 30 tháng 1 năm 1554)                                                        | không khung | Tháng 11 năm 1521 – 10 tháng 12 năm 1521                                                    | Branković/Craiovești | Neagoe Basarab 1505 6 người con | Quay trở lại cai trị lần hai dưới sự hỗ trợ của pasha Mehmet Beg Mihaloglu. Bị các boyar chống Ottoman lật đổ cuối năm 1521. Mất tháng 1 năm sau khi lưu vong tại Constantinople. Về phần Milica Despina thì bà trở thành nữ tu tại Sibiu. |
| Radu V Xứ Afumați/Vodă Trẻ/Dũng cảm/Vương công xứ Râmnic (? – 2 tháng 1 năm 1529)                          | không khung | Tháng 1/10/12 năm 1521 – 4 tháng 3/Tháng 4/Tháng 6 năm 1523                                 | Drăculești           | Voica xứ Bucșani ? (Trước 1525) 3 người con Ruxandra Basarab 21 tháng 1 năm 1526 Không có con                                                              | Con ngoài giá thú của Radu IV. Lên ngôi lần đầu vào năm 1522 dưới sự ủng hộ của các boyar địa phương. Mất ngôi khi người Ottoman giành quyền kiểm soát công quốc và đặt Vladislav III lên ngôi.. |
| Vladislav III (? – 18 tháng 8 năm 1525)                                                                    |             | 4 tháng 3/Tháng 4/Tháng 6 năm 1523 – 8 tháng 11 năm 1523                                    | Dăneștilor           | Không rõ 1 người con | Cháu của Vladislav II. Lên ngôi lần đầu dưới sự trợ giúp quân sự từ người Ottoman. Cai trị lần đầu được một thời gian rồi bị các quý tộc địa phương lật đổ. |
| Radu VI Bădica (? – 19 tháng 1 năm 1524)                                                                   |             | 8 tháng 11 năm 1523 – 19 tháng 1 năm 1524                                                   | Drăculești           | Không rõ | Con ngoài giá thú của Radu IV. Lên ngôi lần đầu dưới sự trợ giúp quân sự từ người Ottoman, tuy nhiên do nghi ngờ ông thân Hungary nên người Ottoman cho người xử tử ông cùng với các boyar thân cận đầu năm 1524. |
| Radu V Xứ Afumați/Vodă Trẻ/Dũng cảm/Vương công xứ Râmnic (? – 2 tháng 1 năm 1529)                          | không khung | 19/27 tháng 1 năm 1524 – 20 tháng 3/Tháng 4 năm 1524                                        | Drăculești           | Voica xứ Bucșani ? (Trước 1525) 3 người con Ruxandra Basarab 21 tháng 1 năm 1526 Không có con                                                              | Lên ngôi lần thứ hai, vẫn là dưới sự ủng hộ của các boyar địa phương. Tuy nhiên Vladislav III, kẻ thù cũ của ông trở lại và nắm lấy ngôi vị không lâu sau đó. |
| Vladislav III (? – 18 tháng 8 năm 1525)                                                                    |             | 20 tháng 3/Tháng 4/Tháng 6 năm 1524 – Tháng 9 năm 1524                                      | Dăneștilor           | Không rõ 1 người con | Cháu của Vladislav II. Lên ngôi lần thứ hai cũng dưới sự trợ giúp quân sự từ người Ottoman. Bị Radu xứ Afumați lật đổ cuối tháng 9 năm 1524. |
| Radu V Xứ Afumați/Vodă Trẻ/Dũng cảm/Vương công xứ Râmnic (? – 2 tháng 1 năm 1529)                          | không khung | Tháng 9 năm 1524 – 19 tháng 4 năm 1525                                                      | Drăculești           | Voica xứ Bucșani ? (Trước 1525) 3 người con Ruxandra Basarab 21 tháng 1 năm 1526 Không có con                                                              | Lên ngôi lần thứ ba, cũng vẫn là dưới sự ủng hộ của các boyar địa phương. Ông chấp nhận trở thành chư hầu của người Ottoman không lâu sau khi lên ngôi. Vladislav III tuy vậy vẫn tiếp tục thách thức địa vị thống trị của ông và lên ngôi tháng 4 năm 1524. |
| Vladislav III (? – 18 tháng 8 năm 1525)                                                                    |             | 19 tháng 4 năm 1525 – 18 tháng 8 năm 1525                                                   | Dăneștilor           | Không rõ 1 người con | Cai trị lần cuối. Không rõ cách thức ông lên ngôi cũng như tình cảnh ông mất trong giai đoạn này, chỉ biết rằng ông mất tháng 8 năm 1525. |
| Radu V Xứ Afumați/Vodă Trẻ/Dũng cảm/Vương công xứ Râmnic (? – 2 tháng 1 năm 1529)                          | không khung | 18 tháng 8 năm 1525 – 2 tháng 1 năm 1529                                                    | Drăculești           | Voica xứ Bucșani ? (Trước 1525) 3 người con Ruxandra Basarab 21 tháng 1 năm 1526 Không có con                                                              | Lên ngôi lần thứ tư, lần cai trị cuối cùng và cũng là dài nhất của ông, sau khi Vladislav III mất trong chiến tranh với ông. Trong thời kỳ này, ảnh hưởng chính trị nhà Craiovesti lên xứ Valahia ngày càng tăng, nhất là sau khi ông cưới Ruxandra, con gái của Neagoe Basarab thuộc gia tộc Craiovesti. Không hài lòng với điều này, một số quý tộc địa phương tiến hành ám sát Radu V tại một nhà thờ gần Râmnicu Vâlcea ngay sau ngày đầu năm mới năm 1529. |
| Basarab VI (? – ?)                                                                                         |             | 6 tháng 1 năm 1529 – 5 tháng 2 năm 1529                                                     | Không rõ triều đại   | Không rõ | Gốc gác không rõ ràng: Ông có thể là con của Mehmet Beg Mihaloglu-tức cháu/chắt ngoại của Mihail I, hoặc là con ngoài giá thú của Neagoe Basarab V. |
| Moise (? – 29 tháng 8 năm 1530)                                                                            | không khung | 5 tháng 2 năm 1529 – 1 tháng 6 năm 1530                                                     | Dăneștilor           | Anca ? 1 người con | Con của Vladislav III. Lên ngôi dưới sự ủng hộ của các boyar địa phương nhằm tránh việc bổ nhiệm người cai trị địa phương trực tiếp từ Ottoman như người tiền nhiệm. Ông có khuynh hướng thân Hungary/Hasburg trong suốt triều đại cai trị của mình, điều này dẫn đến mâu thuẫn với một số quý tộc địa phương. Sau này, ông cho thanh trừng các quý tộc địa phương chống đối và buộc họ phải sống lưu vong trong triều đình Ottoman. Các quý tộc sau đó quay trở lại với một kẻ tiếm vị mới được họ bầu lên là Vlad Înecatul và được triều đình Ottoman công nhận. Ông sau đó thua trận và lưu vong tại Sibil. Sau trận Viên thì tham chiến trở lại trong quân đội nhà Hasburg đánh chiếm xứ Valahia theo đèo Rucăr-Bran, tuy nhiên ông thua trận tại Viișoara và cùng bị giết cùng người anh rể cùng lưu vong tại Sibil và tham chiến với ông tại đây là Barbu Craiovescu. |
| Vlad VI Kẻ bị chết dìm (1508 – 18 tháng 9 năm 1532)                                                        | không khung | 4 tháng 6 năm 1530 – 18 tháng 9 năm 1532                                                    | Drăculești           | Anna xứ Moldava 1531 Không có con | Con Vlad V. Lên ngôi ngay sau khi Moise dấy binh nhằm chống lại Ottoman. Trong khoảng thời gian ông cai trị, Vlad VII phải đối mặt với hai cuộc nổi loạn lớn của những người tiếm vị ngôi vị xứ Valahia là Moise (bị giết trong trận Viișoara tháng 8 năm 1530) và Drăghici Gogoașă của nhà Craiovești, tất cả đều được gia tộc Craiovești chống lưng. Ông cũng kết thúc chấm dứt sự kế thừa các thái ấp đối với gia tộc Craiovești ở ban thổ xứ Craiova. Chết đuối ở sông Dâmbovița (đoạn phía Nam Bucharest) trong khi cưỡi ngựa trở về trong tình trạng có vẻ như là say xỉn từ một bữa tiệc ở gần đó. |
| Vlad VII Vintilă de la Slatina (? – 10 tháng 6 năm 1535)                                                   | không khung | 18 tháng 9 năm 1532 – Tháng 9 năm 1534                                                      | Drăculești           | Zamfira ? 1 người con Rada ? 1 người con | Con Radu IV (gần đây có ý kiến cho rằng ông là con của Radu Dragomir, tức cháu của Vlad V). Lên ngôi sau cái chết của người tiền nhiệm. Hạ bệ 2 năm sau đó bởi 1 nhóm quý tộc chống đối trong triều đình Valahia liên quan đến chính sách với người Hungary. |
| Radu VII Paisie/ voievod(a)/ Uy vĩ/ Nhà sư/ Petru I/ Petru xứ Argeș (? – Tháng 3 năm 1545 (?))             | không khung | Tháng 9 năm 1534 – Tháng 11 năm 1534                                                        | Drăculești           | Stana ? 3 người con Ruxandra Basarab k. 1541 3 người con                                                                                                   | Con Radu IV. Lên ngôi lần đầu bởi các quý tộc ủng hộ việc chống liên minh với người Hungary trong một cuộc tiếm ngôi với người anh em là Vlad VII. Bị hạ bệ hai tháng sau đó bởi chính người anh em ruột của mình. |
| Vlad VII Vintilă de la Slatina (? – 10 tháng 6 năm 1535)                                                   | không khung | Tháng 11 năm 1534 – 10 tháng 6 năm 1535                                                     | Drăculești           | Zamfira ? 1 người con Rada ? 1 người con | Lên ngôi trở lại 2 tháng sau đó và cho xử tất cả các quan lại liên quan đến cuộc lật đổ. Bị các quý tộc chống đối giết chết tháng 6 năm 1530 dưới sự ủng hộ của người Ottoman và cũng liên quan đến liên minh giữa ông với người Hungary. |
| Radu VII Paisie/ voievod(a)/ Uy vĩ/ Nhà sư/ Petru I/ Petru xứ Argeș (? – Tháng 3 năm 1545 (?))             | không khung | 10 tháng 6 năm 1535 – Sau 24 tháng 2 năm 1536 (?)                                           | Drăculești           | Stana ? 3 người con Ruxandra Basarab k. 1541 3 người con                                                                                                   | Lên ngôi lần thứ hai dưới sự hỗ trợ từ các quý tộc tham gia vụ ám sát Vlad VII Vintilă và được dàn dựng thành một cuộc bầu chọn. Sau đăng quang ông lấy tên hiệu là Paisie. Kết hôn với vợ cũ của người anh em ruột cùng cha khác mẹ là Ruxandra Basarab. Dưới thời kỳ cai trị này ông, quan hệ vói người Ottoman và với hai gia tộc được tăng cường/cải thiện. Trong những năm 1536-1537, ông phải đối mặt với các cuộc nổi dậy của các boyar địa phương và những mâu thuẫn mới với nhà Craiovești, những người đã chọn Barbu Mărăcine làm ứng cử viên cho vị trí lãnh đạo xứ Valahia. Ông có vẻ như không nắm quyền cai trị xứ này trong khoảng thời gian giữa tháng 2 và tháng 4 năm 1536 mà thay vào đó là Barbu. |
| Barbu III Craiovescu Banul Mărăcine (Mărăcină)/Barbu Mărăcine / Barbu Basarab (? – 1 Tháng 8 năm 1565 (?)) |             | Sau 24 tháng 2 năm 1536 (?) – Trước 18 tháng 4 năm 1536 (?)                                 | Craiovești           | Không rõ ? Ít nhất 2 người con | Là cựu Đại ban (Thống đốc) xứ Craiovești những năm 1534-1535. Constantin Rezachevici và một số nhà sử học khác tin rằng ông cai trị trong hai tháng 2 và 4 năm 1536 trong một cuộc nổi dậy của các boyar địa phương liên quan đến một số mâu thuẫn với Radu VII. Ông tuyên bố làm vương công với tư cách là con của Neagoe Basarab, mặc dù trên thực tế có vẻ như không phải như vậy. |
| Radu VII Paisie/ voievod(a)/ Uy vĩ/ Nhà sư/ Petru I/ Petru xứ Argeș (? –1 tháng 3 năm 1545 (?))            | không khung | Tháng 4 năm 1536 (?) – Sau 22 tháng 6 năm 1539 (?)                                          | Drăculești           | Stana ? 3 người con Ruxandra Basarab k. 1541 3 người con                                                                                                   | Lên ngôi lần thứ ba (?) sau khi đánh bại quân của Barbu Mărăcine dưới sự hỗ trợ trực tiếp về quân sự của quân Đông Hungary thuộc Ottoman. Thi hành chính sách cứng rắn hơn với giới quý tộc địa phương cũng như chính sách nước đôi với người Ottoman và xứ Transylvania. Đến năm 1539, ông có mâu thuẫn với một trong những quý tộc xứ Craiovei là Șerban xứ Izvorani. Đối mặt với cuộc nổi dậy mới này, ông rời khỏi đất nước và đến Istanbul để xin sultan Suleiman thừa nhận tính hợp pháp về ngôi vị của mình. Ông có vẻ rời khỏi xứ Valahia khi không kiểm soát được nhà nước mà ông đang cai trị tại đây. |
| Șerban xứ Izvorani (? – 15 tháng 7 năm 1543)                                                               |             | Sau 22 tháng 6 năm 1539 (?) – Trước 19 tháng 7/Tháng 9 năm 1539 (?)                         | Craiovești           | Maria Craiovescu ? Không rõ tình trạng con cái | Cựu ban (Thống đốc) xứ Craiova, nổi dậy chống lại Radu VII. Ông cùng các quý tộc ủng hộ bị quân của Radu đánh bại và phải sống lưu vong ở Ottoman, có lẽ là cho đến lúc mất. |
| Radu VII Paisie/ voievod(a)/ Uy vĩ/ Nhà sư/ Petru I/ Petru xứ Argeș (? – Tháng 3 năm 1545 (?))             | không khung | Tháng 9 năm 1539 (?) – Nửa đầu năm 1544                                                     | Drăculești           | Stana ? 3 người con Ruxandra Basarab k. 1541 3 người con                                                                                                   | Lên ngôi lần thứ tư sau khi đánh bại quân của Șerban xứ Izvorani. Năm 1540 tiến hành can thiệp vào nội chính của xứ Transylvania cùng với xứ Moldova. Bị một cuộc nổi dậy của các quý tộc với lãnh đạo là Laiotă Basarab và Stroe Florescu (?) đánh đuổi khỏi xứ Valahia nửa đầu năm 1544. |
| Laiotă Basarab (? – 2 tháng 6 năm 1544 (?))                                                                |             | 27 tháng 4 năm 1544 – 2 tháng 6 năm 1544                                                    | Dăneștilor (?)       | Không rõ | Dẫn đầu đội quân chống Ottoman tiến vào xứ Valahia do bất đồng với các chính sách cai trị của Radu VII và đánh bại ông này năm 1544, khiến ông này phải chạy trốn nương nhờ sụ giúp đỡ sự giúp đỡ từ người Ottoman. Radu VII sau quay lại và đánh bại hai ông tại trận Fântâna Tiganului. Sau đó hai ông bị đem đi xử tử cùng với một số quý tộc hợp tác với quân phản loạn khác. |
| Stroe Florescu Stroe Pribeagul (? – 2 tháng 6 năm 1544 (?))                                                |             | 27 tháng 4 năm 1544 – 2 tháng 6 năm 1544                                                    | Florescu             | Không rõ | Dẫn đầu đội quân chống Ottoman tiến vào xứ Valahia do bất đồng với các chính sách cai trị của Radu VII và đánh bại ông này năm 1544, khiến ông này phải chạy trốn nương nhờ sụ giúp đỡ sự giúp đỡ từ người Ottoman. Radu VII sau quay lại và đánh bại hai ông tại trận Fântâna Tiganului. Sau đó hai ông bị đem đi xử tử cùng với một số quý tộc hợp tác với quân phản loạn khác. |
| Radu VII Paisie/ voievod(a)/ Uy vĩ/ Nhà sư/ Petru I/ Petru xứ Argeș (? – Tháng 3 năm 1545 (?))             | không khung | 2 tháng 6 năm 1544 – 22 tháng 2/25 tháng 3 năm 1545                                         | Drăculești           | Stana ? 3 người con Ruxandra Basarab k. 1541 3 người con                                                                                                   | Lên ngôi lần thứ năm sau khi đánh bại Stroe và Laiotă gần Bucharest. Bị Suileiman I phế truất tháng 2/3 năm 1545 và là vương công xứ Valahia đầu tiên bị người Ottoman làm như vậy. |
| Mircea IV Người chăn cừu (? – 21 tháng 9 năm 1559)                                                         | không khung | Tháng 1/17/25 tháng 3 năm 1545 – 16 tháng 11 năm 1552                                       | Drăculești           | Chiajna xứ Moldova Tháng 6 năm 1546 7 người con | Con của năm thứ của Radu VII. Tên rửa tội là Dumitru. Được Bāb-ı Ālī (Thượng Môn Quan, cơ quan trung ương tối cao của triều đình Ottoman tại Istanbul) đưa lên ngai vàng, đối lập với anh em trai Radu VII. Ông đến nơi vào ngày 17 tháng 3 và lên ngôi vương. Thi hành các chính sách củng cố bộ máy quan chức, đồng thời bắt giữ và tra tấn các quý tộc khác nhằm trưng thu của cải. Điều này khiến một số quý tộc lưu vong lên phía Đông Bắc và bắt đầu các cuộc tấn công lên Mircea IV. Có ít nhất hai đợt tấn công trước khi ông bị hạ bệ vào các năm 1546 và 1548. Năm 1552, Radu Ilia, một người anh em họ của ông, dưới sự hỗ trợ của nhà Habsburg chiếm lấy ngôi ông sau trận Mănești. Ông sau đó cùng gia đình buộc phải lưu vong tại Giurgiu. |
| Radu VIII Ilie Haidăul/Lính đánh thuê (? – 28 tháng 7 năm 1558 )                                           |             | 16 tháng 11 năm 1552 – 11 tháng 5 năm 1553                                                  | Drăculești           | Không rõ | Con của Radu V. Đánh chiếm xứ Valahia dưới sự trợ giúp của quân đánh thuê nước ngoài và tướng nhà Habsburg là Juan Bautista Castaldo và giành chiến thắng quyết định tại trận Mănești (nay thuộc Prahova). Sau đó nửa năm thì ông bị Mircea IV phản công. Ông sau đó bị bắt giữ và chuyển đến Istanbul, rồi bị xử tử bằng cách dìm chết tại biển Marmara năm 1558. |
| Mircea IV Người chăn cừu (? – 21 tháng 9 năm 1559)                                                         | không khung | 11 tháng 5 năm 1553 – Tháng 3 năm 1554                                                      | Drăculești           | Chiajna xứ Moldava Tháng 6 năm 1546 7 người con | Lên ngôi lần thứ hai khi Alexandru Lăpușneanu, vương công xứ Moldova đích thân dẫn quân khôi phục ngôi vị cho ông. Tuy nhiên, chính ông này cũng là người cho hạ bệ Mircea Ciobanul không lâu sau đó do nghi ngờ đức tin của ông này. |
| Pătrașcu Tốt bụng (? – 24 tháng 12 năm 1557)                                                               | không khung | Tháng 3 năm 1554 – 24 tháng 12 năm 1557                                                     | Drăculești           | Voica xứ Slatioare ? 4 người con Rada ? 1 người con | Con của Radu VII và vợ là Stana. Được Thượng Môn Quan Ottoman và vương công xứ Moldova là Alexandru Lăpușneanu lập nên làm vương công xứ Valahia. Thi hành các chính sách xoa dịu quý tộc và đảo ngược chính sách về tài chính dưới thời người tiền nhiệm của ông. Năm 1556 cùng người Ottoman tham gia can thiệp thành công vấn đề nội chính của xứ Transilvania. Mất đột ngột vào ngày 24 tháng 12 năm 1557, có lẽ là bởi Đại Vizia Rüstem Pasha do sự phàn nàn của Pătrașcu đối với ông này lên sutan Suleiman I. |
| Mircea IV Người chăn cừu (? – 21 tháng 9 năm 1559)                                                         | không khung | 24 tháng 12 năm 1557 – 21 tháng 9 năm 1559                                                  | Drăculești           | Tháng 6 năm 1546 7 người con | Lên ngôi lần cuối dưới sự bổ nhiệm của người Ottoman sau cái chết của Pătrașcu. Ông hứa hẹn với quý tộc lưu vong sẽ tha thứ trước mặt người Ottoman, tuy nhiên thì khi người Ottoman rời khỏi xứ Valahia thì Mircea trở mặt và giết hại các boyar. Ông mất gần 2 năm sau tại xứ Valahia. |
| Chiajna xứ Moldova (1525 – 1588)                                                                           | không khung | 21/25 tháng 9 năm 1559 – 1564                                                               | Drăculești           | Tháng 6 năm 1546 7 người con | Sau khi chồng mất thì Chiajna tiến hành nhiếp chính cho con là Petru I cho đến khi con trưởng thành (?). Trong khoảng 1 tháng đầu cai trị, các boyar chống Mircea IV thách thức ngôi vị Vương công thông qua 3 trận đánh liên tiếp tại Românești (thắng), Șerpătești (nay là Şerbanesti, Olt; thua) và Boianu (thắng). Sau đó Petru được xác nhận là vương công xứ Valahia bởi triều đình Ottoman ngày 24 tháng 10 năm 1559. Thi hành các chính sách ôn hoà đối với giới quý tộc địa phương. Bị người Ottoman bắt vào năm 1568 và mất khi đang ở Ottoman và mất theo hai số phận khác nhau: Petru I mất năm 1568 vì bị đầu độc còn mẹ ông mất năm 1596 vì nguyên nhân không rõ (khả năng cao là tự nhiên). |
| Petru I Trẻ (1547 – 19 tháng 8 năm 1569)                                                                   | không khung | 21/25 tháng 9 năm 1559 – 1564                                                               | Drăculești           | Jelena Crepović xứ Transilvania 22 tháng 8 năm 1563 1 người con                                                                                            | Sau khi chồng mất thì Chiajna tiến hành nhiếp chính cho con là Petru I cho đến khi con trưởng thành (?). Trong khoảng 1 tháng đầu cai trị, các boyar chống Mircea IV thách thức ngôi vị Vương công thông qua 3 trận đánh liên tiếp tại Românești (thắng), Șerpătești (nay là Şerbanesti, Olt; thua) và Boianu (thắng). Sau đó Petru được xác nhận là vương công xứ Valahia bởi triều đình Ottoman ngày 24 tháng 10 năm 1559. Thi hành các chính sách ôn hoà đối với giới quý tộc địa phương. Bị người Ottoman bắt vào năm 1568 và mất khi đang ở Ottoman và mất theo hai số phận khác nhau: Petru I mất năm 1568 vì bị đầu độc còn mẹ ông mất năm 1596 vì nguyên nhân không rõ (khả năng cao là tự nhiên). |
| Petru I Trẻ (1547 – 19 tháng 8 năm 1569)                                                                   | không khung | 1564 – 8 tháng 6 năm 1568                                                                   | Drăculești           | Jelena Crepović xứ Transilvania 22 tháng 8 năm 1563 1 người con                                                                                            | Sau khi chồng mất thì Chiajna tiến hành nhiếp chính cho con là Petru I cho đến khi con trưởng thành (?). Trong khoảng 1 tháng đầu cai trị, các boyar chống Mircea IV thách thức ngôi vị Vương công thông qua 3 trận đánh liên tiếp tại Românești (thắng), Șerpătești (nay là Şerbanesti, Olt; thua) và Boianu (thắng). Sau đó Petru được xác nhận là vương công xứ Valahia bởi triều đình Ottoman ngày 24 tháng 10 năm 1559. Thi hành các chính sách ôn hoà đối với giới quý tộc địa phương. Bị người Ottoman bắt vào năm 1568 và mất khi đang ở Ottoman và mất theo hai số phận khác nhau: Petru I mất năm 1568 vì bị đầu độc còn mẹ ông mất năm 1596 vì nguyên nhân không rõ (khả năng cao là tự nhiên). |
| Alexandru II Mircea/Oaie Seacă (3 tháng 3 năm 1529 – 11 tháng 9 năm 1577)                                  | không khung | 14 tháng 6 năm 1568 – 21/30 tháng 4 năm 1474                                                | Drăculești           | Catherine Salvaresso 1558 1 người con | Con của Mircea III Milos. Lên ngôi sau khi Petru I cùng Chiajna bị trục xuất khỏi đất nước. Lần cai trị đầu tiên của ông đánh dấu bằng các cuộc tàn sát giới quý tộc ít nhất 1 lần (vào năm 1573). Năm 1573, ông cùng vợ là Catherine Salvaresso thành lập xưởng in đầu tiến ở tu viện Plumbuita. Bị Vintilă lật đổ dưới sự trợ giúp của người Moldova. |
| Vintilă (? – giữa ngày 3 và 6 tháng 5 năm 1574 (?))                                                        |             | 21/30 tháng 4 năm 1474 – 3 tháng 5 năm 1474                                                 | Drăculești           | Không rõ | Con cả của Pătrașcu Tốt bụng. Được vương công xứ Moldova là Ioan II Voda dựng lên làm vương công xứ Valahia trong một thời gian ngắn nhằm loại bỏ Alexandru II Mircea do là kẻ thù của anh trai ông này là Petru IV Șchiopul. Bị một số quý tộc dưới trướng vương công cũ đánh bại và sau đó là bị xử tử. |
| Alexandru II Mircea/Oaie Seacă (3 tháng 3 năm 1529 – 11 tháng 9 năm 1577)                                  | không khung | 3 tháng 5 năm 1474 – 11 tháng 9 năm 1577                                                    | Drăculești           | 1558 7 người con | Khôi phục ngôi vị dưới sự trợ giúp của một số quý tộc địa phương. Mâu thuẫn nội bộ giữa ông và một số nhóm quý tộc có vẻ như vẫn tiếp tục. Mất đột ngột vào ngày 11 tháng 9 năm 1577. |
| Catherine Salvaresso (? – 1590)                                                                            | không khung | 11 tháng 9 năm 1577 – Tháng 7/9 năm 1583                                                    | Drăculești           | 1558 7 người con | Catherine Salvaresso nhiếp chính cho người con duy nhất của Alexandru II là Mihnea II. Ông phải đối mặt với sức ép ngày càng tăng của giới quý tộc do bất mãn với chính sách thuế của ông, sức ép từ người Ottoman cũng như phải đối mặt với kẻ nổi loạn (đặc biệt là kẻ tiếm vị là Rosso người Lombard cùng với một số anh em của ông). Bị một cuộc nổi loạn của giới quý tộc lật đổ năm 1577. |
| Mihnea II Kẻ bị Ottoman hoá (Tháng 7 năm 1564 – 1601)                                                      | không khung | 11 tháng 9 năm 1577 – Tháng 7/9 năm 1583                                                    | Drăculești           | Neaga de Cislau Tháng 6 năm 1583 3 người con | Catherine Salvaresso nhiếp chính cho người con duy nhất của Alexandru II là Mihnea II. Ông phải đối mặt với sức ép ngày càng tăng của giới quý tộc do bất mãn với chính sách thuế của ông, sức ép từ người Ottoman cũng như phải đối mặt với kẻ nổi loạn (đặc biệt là kẻ tiếm vị là Rosso người Lombard cùng với một số anh em của ông). Bị một cuộc nổi loạn của giới quý tộc lật đổ năm 1577. |
| Petru II Kẻ đeo khuyên tai (k. 1545 – Tháng 3 năm 1590)                                                    | không khung | 29 tháng 8/(Tháng 7/9) năm 1583 – 6 tháng 4 năm 1588                                        | Drăculești           | Không kết hôn | Con của Pătrașcu Tốt bụng. Lên ngôi dưới sự hỗ trợ của người Pháp và Ottoman, tuy nhiên Mihnea sớm trả khoản tiền lớn hơn cho người Ottoman để chuộc lại vị trí. Điều này khiến Petru II sau đó đánh mất ngôi vị của mình và buộc phải chạy trốn sang xứ Transylvania. |
| Mihnea II Kẻ bị Ottoman hoá (Tháng 7 năm 1564 – 1601)                                                      | không khung | 6 tháng 4 năm 1588 – 19 tháng 5 năm 1591                                                    | Drăculești           | Neaga de Cislau Tháng 6 năm 1583 3 người con | Lên ngôi lần thứ hai sau khi lưu vong từ Tripoli về nhờ sự hối lộ từ mẹ đối với các quan chức địa phương. Sức ép từ người Ottoman vẫn tiếp tục gia tăng trong thời kỳ cai trị của ông. 1 năm sau khi mẹ ông là Catherine mất thì người Ottoman hạ bệ ông. |

### Nhà Bogdan-Muşat
| Người cai trị                                  | Chân dung | Thời gian cai trị                      | Gia tộc      | Hôn nhân                                                          | Ghi chú |
| ---------------------------------------------- | --------- | -------------------------------------- | ------------ | ----------------------------------------------------------------- | --- |
| Ștefan I Điếc (? – 2 tháng 2 năm 1595)         |           | 19 tháng 5 năm 1591 – Tháng 8 năm 1592 | Bogdan-Mușat | Con gái của Andronikos Kantakouzinos Không rõ tình trạng hôn nhân | Con ngoài giá thú của thân vương Moldova là Ioan II Voda. Lên ngôi dưới sự chỉ định từ người Ottoman nhằm trả nợ tích luỹ từ vị thân vương tiền nhiệm nhưng không thành công và bị phế truất tháng 7 năm 1542. |
| Alexandru III Xấu xa (? – 20 tháng 3 năm 1597) |           | Tháng 8 năm 1592 – Tháng 9 năm 1593    | Bogdan-Mușat | Không rõ Ít nhất 1 người con                                      | Tự xưng là con của thân vương Moldova là Bogdan IV Lapușneanu. Lên ngôi thân vương xứ Valahia thay cho người tiền nhiệm bị phế truất vì bất lực trong việc trả nợ. Ông tiếp tục duy trì chính sách tăng thu thuế mới, tuy nhiên điều này gây bất mãn đối với người dân xứ Valahia. Điều này buộc ông phải ám sát môt vài chủ nợ người Ottoman và những người ủng hộ họ (bao gồm cả Mihai Dũng cảm; với mục đích tránh trở thành con dê tế thần của Ahmed I), đồng thời ông cũng cho giảm thuế. Sau đó, để "chuộc lỗi", ông góp tiền vay nợ của ông để hỗ trợ tu sửa tu viện ở Sinai, tuy nhiên điều này vẫn không làm giảm căng thẳng với chủ nợ Ottoman do không thấy tiền trả nợ của mình trở lại. Ông bị người Ottoman phế truất, giam giữ trong 5 năm rồi sau đó là xử tử bằng cách treo cổ ở Constantinople vì vi phạm các điều khoản đối với chư hầu. |

### Nhà Basarab và Movilă
| Người cai trị                                                | Chân dung   | Thời gian cai trị                                              | Gia tộc              | Hôn nhân                                               | Ghi chú |
| ------------------------------------------------------------ | ----------- | -------------------------------------------------------------- | -------------------- | ------------------------------------------------------ | --- |
| Mihai II Dũng cảm (1557 – 9 tháng 8 năm 1601)                | không khung | Tháng 9 năm 1593 – Sau 20 tháng 10 năm 1600                    | Drăculești           | Doamna Stanca Khoảng 1584 2 người con                  | Con của Pătrașcu Tốt bụng. Lên ngôi thay thế người tiền nhiệm với sự ủng hộ của người Ottoman. Tiến hành một loạt các cuộc chiến tranh với Ottoman, Moldavia và xứ Transylvania. Đồng thời là vương công các xứ Transilvania từ tháng 10 năm 1599 và Moldava từ tháng 5 năm 1600 cho đến tháng 8 năm 1600. Mất ngôi sau một vài trận lẻ tẻ sau thất bại tại Mirăslău. Sau bị giết bởi tướng người Ý là Giorgio Basta trong một chiến dịch của Rudolf II do ông này phụ trách tại xứ Transilvania.                   |
| Sigismund Báthory (1573 – 27 tháng 3 năm 1613)               | không khung | 20 tháng 5 năm 1595 – Tháng 8 năm 1595 (?)                     | Báthory              | Maria Christina của Áo 6 tháng 8 năm 1595 Không có con | Ngày 20 tháng 5 năm 1595, các boyar xứ Valahia ký kết một hiệp định theo đó công nhận Sigismund Báthory cai trị xứ Valahia cùng Mihai Dũng cảm. Lúc này thì ông còn là thân vương xứ Transilvania và sau này là thêm Moldova. Từ ngày 3 tháng 6, ông tự phong mình là Thân vương xứ Valahia. |
| Nicolae Pătrașcu (k. 1580 – Cuối năm 1627)                   | không khung | Tháng 12 năm 1599 – Sau 20 tháng 10 năm 1600                   | Drăculești           | Ana (Ancuța) Șerban ? 3 người con                      | Con và là đồng cai trị cùng cha là Mihai Dũng cảm từ tháng 12 năm 1599 cho đến khi Mihai II mất thỉnh theo yêu cầu của Hội đồng Boyar. Mất ngôi sau thất bại tại Mirăslău. Sau có cố gắng phục vị nhưng không thành công. |
| Simion I Simion Movilă (Sau 1559 – 14 tháng 9 năm 1607)      | không khung | Sau 20 tháng 10 năm 1600 – Tháng 10 năm 1601                   | Movilă               | Marghita Hera ? 4 người con                            | Con của một quý tộc nhà Movilă và cháu của Petru Rareș cũng như là em trai của Ieremia Movilă, (họ) đều là vương công xứ Moldova. Được quân Ba Lan dưới quyền Tể tướng Ba Lan Jan Zamoyski tôn lên làm ngôi vị là người đứng đầu xứ Valahia. Bị Radu X Șerban đánh bại lần đầu, không rõ tình trạng của ông cho lần cai trị sau. |
| Radu X Șerban (? – 13 tháng 3 năm 1620)                      | không khung | Tháng 10 năm 1601                                              | Craiovești (Dòng mẹ) | Ilinca din Margineni ? 3 người con                     | Có mẹ xuất thân từ gia tộc Craiovești, theo một số nguồn ông được cho là cháu của Neagoe Basarab. Là quan thống đốc dưới thời Mihai Dũng cảm, ông được một số cựu boyar dưới thời ông này hỗ trợ đưa lên ngôi vị. Ông gửi các sứ thần của mình lên sultan Ottoman như với một số người tiền nhiệm trước đó. Simion Movilă, vị vương công tiền nhiệm, nhanh chóng tập hợp quân đội và tiến hành cướp ngôi vị cùng với người Ba Lan. Radu X Șerban, do lo sợ về sức mạnh của ông này, đã rút quân về xứ Transilvania. |
| Simion I Simion Movilă (Sau 1559 – 14 tháng 9 năm 1607)      | không khung | Tháng 10 năm 1601 – Tháng 11 năm 1601                          | Movilă               | Marghita Hera ? 4 người con                            | Khôi phục ngôi vị sau khi đánh bại RaduI X. Bị Radu X Mihnea chiếm quyền thống trị xứ Valahia. |
| Radu IX Mihnea (? – 13 tháng 3 năm 1620)                     | không khung | Tháng 11 năm 1601 – Tháng 3 năm 1602                           | Drăculești           | Argyra ? 4 người con                                   | Con ngoài giá thú của Mihnea II Turcitul. Ông được cho là cai trị sớm hơn vào ngày 23 tháng 8, tuy vậy một số nguồn xác định ông cai trị từ tháng 11 năm 1601, sau khi hạ bệ Simion Movilă. |
| Radu X Șerban (? – 13 tháng 3 năm 1620)                      | không khung | Tháng 3 năm 1602 – 8 tháng 9/26 tháng 12 năm 1610              | Craiovești (Dòng mẹ) | Ilinca din Margineni ? 3 người con                     | Hoàn cảnh lên ngôi lần thứ hai không rõ ràng. Duy trì các chính sách cuả người tiền nhiệm ngoại trừ việc thống nhất ba xứ Transilvania, Valahia và Moldava. Đối phó hiệu quả đối với các cuộc nổi dậy trong nước cũng một số cuộc xâm lược đến từ nước ngoài. Bị Gabriel Bathory đánh đuổi khỏi xứ Valahia sau một cuộc xâm lược của ông này vào tháng 12 năm 1912. |
| Gabriel Báthory (15 tháng 8 năm 1589 – 27 tháng 10 năm 1613) | không khung | 8 tháng 9/26 tháng 12 năm 1610 – Tháng 3 năm 1611              | Báthory              | Anna Horváth Palocsai Tháng 8 năm 1595 Không có con    | Đánh chiếm xứ Valahia từ ngày 8 tháng 9/26 tháng 12 năm 1610. Ông tự phong mình là vương công xứ Valahia trong một chỉ dụ vào ngày 26 tháng 1 năm sau đó. Ông có gửi sứ thần đến sultan Ahmed I nằm công nhận quyền cai trị của ông đối với xứ Valahia nhưng không thành công. Sultan sau đó yêu cầu cho Gabriel rời đi vào tháng 3 cùng năm và ông không có cách nào khác là chấp nhận việc này. |
| Radu IX Mihnea (? – 13 tháng 3 năm 1620)                     | không khung | Tháng 3 năm 1611 – Trước tháng 6 năm 1611                      | Drăculești           | Argyra ? 4 người con                                   | Lên ngôi dưới sự hỗ trợ của người Thổ thay cho Gabriel Báthory vừa mới bị người Thổ yêu cầu rút khỏi đây. Bị Radu X đánh đuổi khoảng trước tháng 6 năm 1611. |
| Radu X Șerban (? – 13 tháng 3 năm 1620)                      | không khung | Trước tháng 6 năm 1611 – 30 tháng 9 năm 1611                   | Craiovești (Dòng mẹ) | Ilinca din Margineni ? 3 người con                     | Lên ngôi lần thứ 3 mà không có sự kiện chuyển tiếp rõ ràng, chỉ biết rằng Radu IX Mihnea không cai trị vùng đất từ tháng 6 đến tháng 9 năm 1611 (có lẽ do lo ngại với lực lượng của Radu X cùng lính đánh thuê Ba Lan). Bị người Ottoman tiến đánh do trục xuất Gabriel Báthory ra khỏi vị trí thân vương xứ Transilvania và phải chạy trốn đến Moldova và sau là Viên cho đến lúc mất |
| Radu IX Mihnea (? – 13 tháng 3 năm 1620)                     | không khung | 30 tháng 9 năm 1611 – Trước tháng 6 năm 1616 (Tháng 4/Tháng 6) | Drăculești           | Argyra ? 4 người con                                   | Lên ngôi sau khi Radu X Șerban bị phế truất, có lẽ có sự giúp đỡ từ người Thổ. Bị Gabriel Movilă giành lấy vị trí trong một nỗ lực giành quyền kiểm soát các công quốc vùng Danube của Ba Lan.. |
| Gabriel Movilă (15 tháng 8 năm 1589 – 27 tháng 10 năm 1613)  |             | Tháng 6/Tháng 8 năm 1616 – Tháng 9 năm 1616                    | Movilă               | Erzébet Zolyomy ? Không có con/? người con             | Con của Simion Movilă. Lên ngôi vương lần đầu năm 1616 nhưng không được sự công nhận của người Ottoman và do vậy bị đánh bại bởi người mà Ottoman ủng hộ hơn là Alexandre IV Ilias không lâu sau đó. |

### Các gia tộc khác nhau nắm quyền
| Người cai trị                                                                                   | Chân dung   | Thời gian cai trị                                             | Gia tộc                  | Hôn nhân                                                                                               | Ghi chú |
| ----------------------------------------------------------------------------------------------- | ----------- | ------------------------------------------------------------- | ------------------------ | --- | --- |
| Alexandru IV Iliaș (? – 1666)                                                                   | không khung | Tháng 9 năm 1616 – Tháng 5 năm 1618                           | Bogdan-Muşat             | Không rõ tên ? 2 người con                                                                             | Cháu của Alexander IV Lăpușneanu. Lên ngôi dưới sự ủng hộ của người Ottoman và sự uỷ thác từ người tiền nhiệm là Radu IX Mihnea. Bị Gabriel Movilă cướp ngôi năm 1818. |
| Gabriel Movilă (15 tháng 8 năm 1589 – 27 tháng 10 năm 1613)                                     |             | Tháng 6 năm 1618 – Tháng 7 năm 1620                           | Movilă                   | Erzébet Zolyomy ? Không có con/? người con                                                             | Lên ngôi trở lại dưới sự giúp đỡ của người Ba Lan, tuy nhiên người Ottoman nhanh chóng lập lại quyền kiểm soát bằng cách ủng hộ Radu IX Mihnea lên vị trí này vào năm 1620. |
| Radu IX Mihnea (? – 13 tháng 3 năm 1620)                                                        | không khung | Tháng 7/8 năm 1620 – Trước 4 tháng 8 năm 1623                 | Drăculești               | Argyra ? 4 người con                                                                                   | Lên ngôi trở lại dưới sự giúp đỡ của người Ottoman. Tham gia hoà đàm sau trận Khotyn nhằm phân định biên giới Thổ-Ba Lan. Được người Ottoman cho thoái vị vào tháng 8 năm 1623 để mở đường cho con trai cả của ông là Alexandre Coconul lên kế vị vị trí này, từ đó đảm bảo sự cai trị của người Ottoman tại đây với Radu Mihnea theo như vậy là người đứng đầu trên thực tế ở cả hai công quốc này. |
| Alexandru V Coconul (14 tháng 8 năm 1611 – 26 tháng 6 năm 1632)                                 | không khung | 14 tháng 8 năm 1623 – 3 tháng 11 năm 1627                     | Drăculești               | Ruxandra Beglitzi ? Không có con                                                                       | Được người Ottoman đưa lên ngôi vị, tuy nhiên trên thực tế cha ông Radu IX Mihnea kiểm soát chính quyền tại đây cho đến lúc mất. Sau đó, vị trí của ông bắt đầu bị lung lay dữ dội hơn do vẫn còn quá trẻ khi ba mất. Đến cuối năm 1627 thì ông bị người Ottoman thay thế bằng Alexandre IV Iliaş. Là người cuối cùng của dòng tộc Drăculești. |
| Alexandru IV Iliaș (? – 1666)                                                                   | không khung | Tháng 1 năm 1628 – k. 15 tháng 10 năm 1629                    | Bogdan-Muşat             | Không rõ tên ? 2 người con                                                                             | Lên ngôi lần hai sau khi người Ottoman ép Alexandru Coconul thoái vị. Bị người Ottoman phế truất năm 1629. |
| Leon Șerban (? – ?)                                                                             | không khung | k. 15 tháng 10 năm 1629 – 21/31 tháng 7 năm 1632              | Tomșa?                   | Roxanda ? Nhiều nhất 2 người con Victoria ? Nhiều nhất 2 người con                                     | Tuyên bố là con của vương công xứ Moldava là Ștefan IX Tomșa, tuy nhiên ông được cho là người mang trong mình dòng máu gốc Hi Lạp và là người nuôi hàu. Được người Ottoman dựng lên là vương công xứ Valahia. Khuyến khích giới quý tộc từ các vùng khác của đế quốc Ottoman như Hi Lạp và xứ Cận Đông đến, điều này khiến giới quý tộc xứ Valahia địa phương bất mãn và cũng ngày càng suy yếu. Các cuộc nổi dậy nổ ra không lâu sau đó cho đến hết thời gian cai trị của ông. Song song với các cuộc nổi dậy này, Leon Tomșa tiến hành chính sách hoà hoãn hơn đối với giới quý tộc địa phương và khắc nghiệt hơn đối với tầng lớp quý tộc nhập cư từ vùng khác, mặc dù chúng cũng không xoa dịu được các boyar. Bị sultan Murad IV phế truất.                                                                  |
| Radu XI Iliaș (? – 1632)                                                                        |             | 21/31 tháng 7 năm 1632 – 20/30 tháng 10 năm 1632              | Bogdan-Muşat             | Stanca Brâncoveanu Không rõ tình trạng hôn nhân                                                        | Con của Alexandru IV Iliaș. Lên ngôi sau khi Ottoman hạ bệ người tiền nhiệm. Tuy nhiên không được cai trị bao lâu thì bị quân Transylvania can thiệp rồi thua trận ở tu viện Plumbuita. |
| Matei Basarab (1580 – 9/19/25 tháng 4 năm 1654)                                                 | không khung | 20/30 tháng 10 năm 1632 – 9/19/25 tháng 4 năm 1654            | Brâncovenești            | Elina Năsturel Herescu k. 1612 1 người con                                                             | Được cho là cháu cố cuả Neagoe Basarab V. Lên ngôi dưới sự hỗ trợ của thân vương xứ Transilvania là György Rákóczi I. Thời kỳ ông cai trị đánh dầu sự phát triển đáng kể của văn hoá, việc đối phó với các cuộc xâm lược từ nước láng giềng Moldava cũng như duy trì mối quan hệ tốt với thân vương bên phía Transilvania. |
| Constantin I Șerban (? – 1682/1685)                                                             | không khung | 9/19/25 tháng 4 năm 1654 – 19/26 tháng 1 năm 1658             | Craiovești (Dòng ngoại)  | Bălaşa Nicolache ? 1 người con (?)                                                                     | Con của Radu X Șerban. Lên ngôi sau khi người tiền nhiệm mất và cũng được các boyar chọn lên. Các chính sách liên quan đến Seymen (Tân dân hoả mai quân) khiến cho các nhóm quân sự và kéo theo các đối tượng liên quan nổi loạn. Sau này, việc ủng hộ đôc lập xứ Transylvania khiến ông bị loại bỏ khỏi vị trí cai trị xứ Valahia bởi triều đình Ottomans. |
| Mihnea III (? – 5 tháng 4 năm 1660)                                                             | không khung | 19/26 tháng 1 năm 1658 – 20 tháng 11 năm 1659                 | ?                        | Không rõ                                                                                               | Nguồn gốc xuất thân vẫn còn gây tranh cãi: hoặc là người Hi Lạp , hoặc người România; và nếu là người România thì là con của vị vương công xứ Valahia nào. Tên Mihnea III là tên mới ông chọn sau khi trở thành vương công xứ Valahia (dưới sự trợ giúp của người Ottoman). Tình hình chính xác về thời gian ông cai trị xứ Valahia hay cách thức mà ông đánh mất vị trí vương công xứ này vẫn còn gây tranh cãi, chỉ biết rằng ông có thể bị ảnh hưởng nặng bởi một số khía cạnh liên quan đến Đông La Mã (liên quan đến vương công huy hình song đầu đại bàng), bị phế truất năm tháng 11 năm 1659 và mất tháng 4 năm 1660. |
| Gheorghe I (3 tháng 3 năm 1600 – 2 tháng 11 năm 1664)                                           | không khung | 20 tháng 11 năm 1659 – 1 tháng 9 năm 1660                     | Ghica                    | Tranh cãi                                                                                              | Là người cai trị đầu tiên thuộc gia tộc Ghica (gốc Albani). Làm quý tộc dưới trướng những người tiền nhiệm, sau được người Ottoman bổ nhiệm làm người cai trị xứ Valahia. Tiến hành ngặn chặn thành công liên quân Transilvania-Valahia của người tiền nhiệm và vị vương công xứ Transilvania là György Rákóczi II cướp ngôi ông. Do không cống nạp đủ cho người Ottoman, ông bị phế truất và đuợc thay bằng con trai duy nhất của ông. |
| Grigore I (1628 – 1674)                                                                         | không khung | 1 tháng 9 năm 1660 – Sau 27 tháng 11 năm 1664                 | Ghica                    | Matei Ghica ? 1 người con                                                                              | Con của Gheorghe I Ghica. Thời kỳ ông cai trị bắt đầu sự cạnh tranh khốc liệt giữa hai gia tộc mới nhằm nắm quyền kiểm soát đối với xứ Valahia là Ghica và Cantacuzino. Tham chiến tương đối hạn chế trong chiến tranh cùng với Ottoman chống liên minh vùng Rhine và thất bại. Bị người Ottoman phế truất và sau trốn sang một loạt các nước Công giáo khác. |
| Radu XII Leon/Người buôn nghiêu (? – 1669)                                                      | không khung | Sau 27 tháng 11 năm 1664 – 3/13/28 tháng 3 năm 1669           | Tomșa?                   | Không rõ                                                                                               | Con của Leon Tomșa. Ông phụ thuộc rất nhiều vào các quan chức nhà Cantacuzino do ông hiểu rất ít tiếng România. Các chính sách thân Hi Lạp của ông khiến cho các phong trào chống Hi Lạp nổi lên từ tháng 12 năm 1668 và đến gần một năm sau thì hạ bệ ông. |
| Antonie Vodă (? – Tháng 12 năm 1672)                                                            | không khung | 3/13/28 tháng 3 năm 1669 – 20 tháng 3 năm 1672                | Gia tộc không rõ tên     | Không rõ                                                                                               | Xuất thân từ gia tộc không thuộc dòng dõi thân vương, con trai của Mihai người Hi Lạp (người được Mihai Dũng cảm nâng lên hàng quý tộc).Ông làm Vornic (Đại Chưởng Ấn) trong triều đình Valahia và được nhà Kantakouzinon dựng lên làm vương công. Bị đại Vizier là Köprülü Fazıl Ahmet Paşa phế truất. |
| Grigore I (1628 – 1674)                                                                         | không khung | Tháng 2/20 tháng 3 năm 1672 – Tháng 11 năm 1673               | Ghica                    | Matei Ghica ? 1 người con                                                                              | Lên ngôi lần thứ hai sau khi được người Thổ tha thứ. Đàn án nhà Cantacuzino, phản bội người Thổ tại trận Khotyn trong chiến tranh giữa Ottoman và Ba Lan. Bị triệu kiến đến Andrianople ngày 20 tháng 12 năm 1674 và mất năm 1675. |
| Gheorghe II (3 tháng 3 năm 1600 – 2 tháng 11 năm 1664)                                          | không khung | Tháng 11 năm 1673/20 tháng 12 năm 1674 – 29 tháng 11 năm 1678 | Ducas                    | Anastasia Duca Giữa 1651 và 1653 8 người con                                                           | Xuất thân từ gia tộc gốc Albani. Lên ngôi ở Bucharest dưới sự can thiệp của gia tộc Cantacuzino. Liên minh giữa ông và nhà Cantacuzino sau đó dần đổ vỡ và bị người kế nhiệm thuộc gia tộc này thay thế. |
| Șerban (1634/1640 – 8 tháng 10 năm 1688)                                                        | không khung | 29 tháng 11 năm 1678 – 8 tháng 10 năm 1688                    | Cantacuzino              | Elina Cantacuzino ? 5 người con Maria Cantacuzino ? Không có con                                       | Xuất thân từ gia tộc gốc Đông La Mã. Được các boyar lựa chọn lên làm vương công năm 1618 (một thông lệ đối với nền quân chủ tuyển cử của xứ Valahia) và đến 6 tháng 1 năm 1619 thì chisnnh thức tiếp nhận ngôi vị. Thời kỳ cai trị của ông đánh dấu bằng việc ép một số quý tộc cải đạo từ Công giáo sang Chính thống giáo và thất bại quân sự cùng với các đồng minh Thổ trong trận vây hãm Viên và sau đó là sự quy phục nhà Habsburg cùng với việc thực hiện một số chính sách liên quan đến kinh tế-xã hội khác. Mất năm 1688, nghi do bị đầu độc bởi các anh em ông cùng với một số quý tộc địa phương tiến hành. |
| Constantin (1654 – 15 tháng 8 năm 1714)                                                         | không khung | 8 tháng 10 năm 1688 – 6 tháng 4 năm 1714                      | Brâncovenești            | Marica Brâncoveanu 1674 11 người con                                                                   | Cháu của Șerban Cantacuzino. Là một trong những nhà cai trị dài nhất của xứ Valahia, ông làm cho nó trở nên hoà bình và phát triển về kinh tế cũng như văn hoá. Bị người Ottoman phế truất, rồi bị giải xuống Constantinople cùng gia đình và mất tại đây. |
| Ștefan II (c. 1675 – 7 tháng 6 năm 1716)                                                        |             | 6 tháng 4 năm 1714 – 9 tháng 1 năm 1716                       | Cantacuzino              | Păuna Cantacuzino ? 2 người con                                                                        | Con của stolnic Constantin Cantacuzino. Đăng quang trong ngày mà Constantin Brâncoveanu bị phế truất bởi người Ottoman. Ông cho loại bỏ thuế văcarit trong thời gian cầm quyền. Bị phế truất bởi một người Capugi và rời Bucharest năm 1716. |
| Thời kỳ Fanariotes                                                                              |             |                                                               |                          | | |
| Nicholae Mavrocordatos (3 tháng 5 năm 1670 – 3/14 tháng 9 năm 1730)                             | không khung | 9 tháng 1 năm 1716 – 25 tháng 11 năm 1716                     | Mavrokordatos            | Casandra Cantacuzino ? Không có con Pulcheria Tzouki ? 6 người con Smaranda Stavropoleos ? 3 người con | Là vương công đầu tiên của thời kỳ Fanariotes, khi mà đế quốc Ottoman trực tiếp bổ nhiệm các thân vương xứ Valahia từ những gia tộc gốc Hi Lạp tại Constantinople nhằm kiểm soát mạnh mẽ hơn sự cai trị của mình đối với vùng đất này. Trở thành vương công sau khi thoái vị vị trí này tại Moldova. Cai trị đến cuối năm thì bị người Habsburg bắt và giam giữ tại Sibiu trong khuôn khổ chiến tranh giữa nhà Habsburg và Ottoman năm 1716. |
| Nhà Habsburg chiếm đóng (25 tháng 11 – 2 tháng 12 năm 1716)                                     |             |                                                               |                          | | |
| Ioan Mavrocordatos (23 tháng 7 năm 1684 – 23 tháng 11 năm 1719)                                 |             | 2 tháng 12 năm 1716 – 6 tháng 3 năm 1719                      | Mavrokordatos            | Zaphira Guliano 1719 1 người con                                                                       | Lên ngôi sau khi người anh trai bị giam giữ bởi quân Áo. Bí mật đàm phán với quân Áo nhằm trở thành chư hầu của họ, tuy nhiên nhanh chóng ủng hộ người Thổ trở lại trong quá trình làm trung gian đàm phán cho hòa ước Požarevac. Đột ngột mất không lâu sau khi ký kết hoà ước. |
| Nicholae Mavrocordatos (3 tháng 5 năm 1670 – 3/14 tháng 9 năm 1730)                             | không khung | 6 tháng 3 năm 1719 – 3/14 tháng 9 năm 1730                    | Mavrokordatos            | Casandra Cantacuzino ? Không có con Pulcheria Tzouki ? 6 người con Smaranda Stavropoleos ? 3 người con | Lên ngôi trở lại sau khi được thả bởi người Áo và sau khi anh trai mất. Thời kỳ cai trị thứ hai của ông nổi bật với chính sách thuế với các đại boyar, dịch bệnh hoành hành và hoả hoạn ở Bucharest. |
| Constantin Mavrocordatos (27 tháng 2 năm 1711 – 23 tháng 11/15 tháng 12 năm 1769)               | không khung | 3/14/15 tháng 9 năm 1730 – 17 tháng 10 năm 1730               | Mavrokordatos            | Smaranda Cantacuzino 1728 Không có con Catherine Rosetti 14 tháng 9/11 năm 1732 (?) 6 người con        | Con của Nicholae Mavrocordatos. Lên ngôi sau khi cha mất. Bị thay thế rất nhanh chóng sau đó bằng Mihai Racoviță. |
| Mihai Racoviță (c. 1660 – Tháng 7 năm 1744)                                                     | không khung | 17 tháng 10 năm 1730 – 24 tháng 10 năm 1731                   | Racoviță                 | Safta Cantemir 1690 (?) Không có con Ana Racovita Voda 1698 (?) 1/4 người con                          | Xuất thân từ gia tộc Racoviță địa phương và là cha của vương công xứ Moldava là Constantin Racoviță. Lên ngôi vương công sau khi triều đình Ottoman phế truất người tiền nhiệm do không công nhận vị trí vương công của người tiền nhiệm do các boyar bầu lên. Bị người Ottoman loại bỏ sau đó 1 năm. |
| Constantin Mavrocordatos (27 tháng 2 năm 1711 – 23 tháng 11/15 tháng 12 năm 1769)               | không khung | 24 tháng 10 năm 1731 – 16 tháng 4 năm 1733                    | Mavrokordatos            | Smaranda Cantacuzino 1728 Không có con Catherine Rosetti 14 tháng 9/11 năm 1732 (?) 6 người con        | Lên ngôi lần hai với lời hứa tăng cống gấp đôi, tuy nhiên không thành công và bị phế truất. |
| Grigore II (1695 – 23 tháng 8 năm 1752)                                                         | không khung | 16 tháng 4 năm 1733 – 27 tháng 11 năm 1735                    | Ghica                    | Zoé Manos ? 2/8 người con                                                                              | Cháu của Grigore I Ghica. Không rõ thời kỳ cai trị đầu tiên của mình ở xứ Valahia. |
| Constantin Mavrocordatos (27 tháng 2 năm 1711 – 23 tháng 11/15 tháng 12 năm 1769)               | không khung | 27 tháng 11 năm 1735 – 16 tháng 9 năm 1741                    | Mavrokordatos            | Smaranda Cantacuzino 1728 Không có con Catherine Rosetti 14 tháng 9/11 năm 1732 (?) 6 người con        | Lên ngôi lần thứ ba và thực hiện một số cải cách do ảnh hưởng của các cải cách của Áo đối với vùng Oltenia lúc này nhượng cho nhà Habsburg. Tái sát nhập xứ Oltenia trong chiến tranh giữa Áo, Nga và Ottoman trong giai đoạn mà ông cầm quyền. Kết thúc thời gian cai trị thứ ba tại xứ Valahia trong một tình huống không rõ ràng. |
| Mihai Racoviță (c. 1660 – Tháng 7 năm 1744)                                                     | không khung | 16 tháng 9 năm 1741 – Tháng 7 năm 1744                        | Racoviță                 | Safta Cantemir 1690 (?) Không có con Ana Racovita Voda 1698 (?) 1/4 người con                          | Lên ngôi và phế truất lần hai. Không rõ thông tin cụ thể về việc lên ngôi, tình hình cai trị cũng như phế truất ông trong thời gian này. |
| Constantin Mavrocordatos (27 tháng 2 năm 1711 – 23 tháng 11/15 tháng 12 năm 1769)               | không khung | Tháng 7 năm 1744 – Tháng 4 năm 1748                           | Mavrokordatos            | Smaranda Cantacuzino 1728 Không có con Catherine Rosetti 14 tháng 9/11 năm 1732 (?) 6 người con        | Lên ngôi lần thứ tư. Không rõ thông tin cụ thể về việc lên ngôi, tình hình cai trị cũng như phế truất ông trong thời gian này. |
| Grigore II (1695 – 23 tháng 8 năm 1752)                                                         | không khung | Tháng 4 năm 1748 – 3 tháng 9 năm 1752                         | Ghica                    | Zoé Manos ? 2/8 người con                                                                              | Cháu của Grigore I Ghica. Tiếp tục chính sách áp thuế cao. Mất trong khi tại vị. |
| Matei Ghica (1728 – Sau tháng 2 năm 1756)                                                       | không khung | 3 tháng 9 năm 1752 – 3 tháng 7 năm 1753                       | Ghica                    | Smaranda ? 4 người con                                                                                 | Con của Grigore II Ghica. Bổ nhiệm rất nhiều quan lại nhằm tăng thu thuế từ địa phương. Thoái vị tại đây do bị các quý tộc Valahia chống đối dữ dội trong thời gian ông cầm quyền. |
| Constantin Racoviță (1699 – 28 tháng 1 năm 1764)                                                |             | 3 tháng 7 năm 1753 – 28 tháng 2 năm 1756                      | Racoviță                 | Doamna Sultana Không có con                                                                            | Con của Mihai Rakovitsa. Tiến hành chính sách chung của hai lần cai trị là tăng thuế để cống nạp cho Ottoman và cải thiện quan hệ ngoại giao với Nga và Áo. Không rõ tình cảnh ông lên ngôi cũng như mất ngôi ở cả hai lần nắm quyền. |
| Constantin Mavrocordatos (27 tháng 2 năm 1711 – 23 tháng 11/15 tháng 12 năm 1769)               | không khung | 19/28 tháng 2 năm 1756 – 14 tháng 8 năm 1758                  | Mavrokordatos            | Smaranda Cantacuzino 1728 Không có con Catherine Rosetti 14 tháng 9/11 năm 1732 (?) 6 người con        | Lên ngôi lần thứ năm. Không rõ thông tin cụ thể về việc lên ngôi, tình hình cai trị cũng như phế truất ông trong thời gian này. |
| Scarlat Ghica (1715 – 2 tháng 12 năm 1766)                                                      | không khung | 7 tháng 8 năm 1758 – 5 tháng 6 năm 1761                       | Ghica                    | Ecaterina Racoviță ? 1 người con Eufrosina ? 1 người con Ruxandra Moruzi ? 6 người con                 | Con của Grigorie II Ghica. Lên ngôi lần đầu và thi hành chính sách kiểm soát về kinh tế-hành chính, đặc biệt là thương nghiệp. Bị phế truất trong một âm mưu của Iordachi Rizu, một quý tộc địa phương, nhằm đưa con rể của mình lên ngôi vị vương công. |
| Constantin Mavrocordatos (27 tháng 2 năm 1711 – 23 tháng 11/15 tháng 12 năm 1769)               | không khung | 16 tháng 6 năm 1761 – 20 tháng 3 năm 1763 (?)                 | Mavrokordatos            | Smaranda Cantacuzino 1728 Không có con Catherine Rosetti 14 tháng 9/11 năm 1732 (?) 6 người con        | Lên ngôi lần thứ tư, không có thông tin cụ thể về việc lên ngôi, tình hình cai trị trong thời gian này. Mất năm 1769 trong chiến tranh Nga-Thổ. |
| Constantin Racoviță (1699 – 28 tháng 1 năm 1764)                                                |             | 9 tháng 3 năm 1763 (?) – 28 tháng 1/8 tháng 2 năm 1764        | Racoviță                 | Không rõ                                                                                               | Con của Mihai Rakovitsa. Tiến hành chính sách chung của hai lần cai trị là tăng thuế để cống nạp cho Ottoman và cải thiện quan hệ ngoại giao với Nga và Áo. Không rõ tình cảnh ông lên ngôi cũng như mất ngôi ở cả hai lần nắm quyền. |
| Ștefan Racoviță (1713 – 1782)                                                                   |             | 28 tháng 1/8 tháng 2 năm 1764 – 18/29 tháng 8 năm 1765        | Mavrokordatos            | Không rõ                                                                                               | Lên ngôi dưới sự dính líu của cận thần Iordache Stavrache. Trong suốt triều đại ngắn ngủi của mình, ông trở thành bù nhìn của Iordache và sau đó tham gia dập tắt 1 phong trào nổi dậy các boyar địa phương. Bị thất sủng sau đó và phế truất để nhường ngôi cho Scarlat Ghica. |
| Scarlat Ghica (1715 – 2 tháng 12 năm 1766)                                                      | không khung | 18/29 tháng 8 năm 1765 – 2 tháng 12 năm 1766                  | Ghica                    | Ecaterina Racoviță ? 1 người con Eufrosina ? 1 người con Ruxandra Moruzi ? 6 người con                 | Lên ngôi lần thứ hai. Tiến hành đo đạc lại bản đồ xứ Valahia, tái định cư lại một số gia tộc bao gồm cả gia tộc ông và con gái tại Odaia Vizirului. Mất khi đang tại vị. |
| Alexandru I Ghica (? – Sau năm 1766)                                                            |             | 12 tháng 12 năm 1766 – 17(?)/28 tháng 10 năm 1768             | Ghica                    | Maria (Rizo-Rangabé) Ghika ? 2/3 người con Samranda Moruzi ? Không có con                              | Con của Scarlat Ghica. Lên ngôi cai trị được hai năm thì bị Ottoman phế truất vì không ngăn cản được người dân Valahia tình nguyện đăng lính phe Nga trong chiến tranh Nga-Thổ (1768–1774). |
| Grigore III (1725 – 12 tháng 10 năm 1777)                                                       | không khung | 17(?)/28 tháng 10 năm 1768 – 5 tháng 11 năm 1769              | Ghica                    | Ecaterine Rizou-Rangabe 1754 1 người con                                                               | Con của Đại Dragoman Alexandre Ghica và là chắt của Grigore II Ghica. Lên ngôi cai trị sau khi thoái vị ở Moldova thay cho người kế nhiệm. Rất nhanh sau đó bị người Nga bắt giữ và đưa đến Saint Peterburg. |
| Nga chiếm đóng (17/21 tháng 11 năm 1769 – 5 tháng 4 năm 1770)                                   |             |                                                               |                          | | |
| Manole Giani (1715 – 8 tháng 3 năm 1794)                                                        |             | Tháng 5 năm 1770 – Tháng 10 năm 1770                          | Rosetti                  | Không rõ                                                                                               | Con của một gia tộc Fanariotes, đã từng giữ một số chức vụ ở Moldava và Valahia trước khi bổ nhiệm lên chức này. Các sự kiện trong thời gian này không thống nhất giữa các trang wiki liên quan đến các hoạt động quân sự của Nga tại đây, tuy nhiên người Ottoman được cho là kiểm soát vùng này từ tháng 4 đến tháng 11 năm 1770. |
| 'Nga chiếm đóng (14/Sau 24 tháng 11 năm 1770 – Sau 15 tháng 7 năm 1774)                         |             |                                                               |                          | | |
| Alexander Ypsilantis (1726 – 13 tháng 1 năm 1804)                                               | không khung | 15 tháng 9 năm 1774 – Tháng 2 năm 1782 (?)                    | Ypsilantis               | Ecaterine Mourousi ? 1 người con                                                                       | Con của một gia tộc Fanariotes. Tham gia ký kết hoà ước Küçük Kaynarca trước khi trở thành vương công xứ Valahia. Tiến hành một loạt các cải cách sâu rộng liên quan đến luật pháp, thuế má, toà án, giáo dục, hành chính biên giới, v.v, gọi chung là đạo luật Ypsilanti, song song cùng đó là xây dựng quân đội. Kế ngôi bởi một thành viên của một gia tộc khác từ vùng Fanariotes (Constantinople). |
| Nicolae Caragea (1737 – 1784)                                                                   |             | 15 tháng 1 năm 1782 (?) – 17 tháng 7 năm 1783                 | Caradja                  | Tarisa Mikalopoulo ? 9 người con                                                                       | Con của một gia tộc Fanariotes khác. Như thường lệ trở thành Đại Dragoman trước khi trở thành vương công xứ Valahia, sau khi Alexander Ypsilantis thoái vị. Tiến hành tăng thuế, nhất là sau vụ mùa đói kém năm 1782 nhằm có tiền thu thêm lương thực từ Transylvania nộp cho phía Ottoman. Ông cũng ban hành một số quy định tiêu cực khác liên quan đến giao thông vận tải, thương nghiệp, nhà ở, dịch vụ công công, ngoại vụ, ... |
| Mihai Soutsou (1730 – 1803)                                                                     | không khung | 11/17 tháng 7 năm 1783 – 6 tháng 4 năm 1786                   | Soutsou                  | Sevastia Kallimachis ? 3 người con                                                                     | Được bổ nhiệm để kế nhiệm Nicolae Caragea tháng 7 năm 1783. Trong thời gian này, người Ottoman tuyên bố một "Hatticherif" (Sắc lệnh do sultan Ottoman có tham gia bằng chữ ký hay một vài chữ viết), trong đó nêu rõ các vương công xứ chư hầu được giữ được vị trí của mình chừng nào không có các động thái chống lại đế quốc Ottoman. Thời kỳ của ông nắm quyền diễn ra trong hoà bình cho đến khi bị một người không phải quan chức Fanariot lật đổ tháng 3 năm 1786. |
| Nicolae Mavrogheni (1735 – 30 tháng 9 năm 1790)                                                 | không khung | 6 tháng 4 năm 1786 – 26 tháng 10 năm 1790                     | Mavrogeni                | Maria Skanavi ? 9 người con                                                                            | Lên ngôi cùng lúc với việc Cezayirli Gazi Hasan Pasha lên ngôi đại vizier của Ottoman, với việc bổ nhiệm này là một thành công lớn đối với vị pasha mới kia. Từ năm 1788 là vương công xứ Moldova. Là một trong những lãnh đạo quân Thổ trong chiến tranh Nga-Thổ (1787–1792). Thất bại trong cuộc chiến này khiến ông mất luôn ngôi vị vương công. Mất không lâu sau đó trong một hoàn cảnh gây tranh cãi. |
| Áo chiếm đóng (10 tháng 11 năm 1789 – 4 tháng 8 năm 1791)                                       |             |                                                               |                          | | |
| Mihai Suțu (1730 – 1803)                                                                        | không khung | Tháng 3 năm 1791 – 10 tháng 1 năm 1793                        | Soutsou                  | Sevastia Kallimachis ? 3 người con                                                                     | Quay trở về cai trị lần hai sau khi Nikolay Mavrogeni bị xử tử và dẫn đầu phái đoàn Ottoman tham gia ký kết hoà ước Jassy. Năm 1793, do ảnh hưởng của cách mạng Pháp, ông bị cho thoái vị và bị người đang cai trị ở Moldava thay thế. |
| Alexandru Moruzi (1750 – 1816)                                                                  | không khung | 10 tháng 1 năm 1793 – Tháng 8 năm 1796                        | Mourouzis                | Zoí Rosetti-Rantoukanou ? 11 người con                                                                 | Lên ngôi lần đầu. Tiến hành bóc lột dân chúng địa phương bằng việc đầu cơ lương thực. Bị phế truất bởi một âm mưu ở Constantinople. |
| Alexander Ypsilantis (1726 – 13 tháng 1 năm 1804)                                               | không khung | Tháng 8 năm 1796 – Tháng 12 năm 1797                          | Ypsilantis               | Ecaterine Mourousi ? 1 người con                                                                       | Lên ngôi lần thứ hai trong thời kỳ cao điểm của các Kirdzhalis. Một trong những phong trào khởi nghĩa từ Osman Pazvantoglu khiến ông này bị phế truất lần nữa. |
| Constantin Hangerli (1760 – 18 tháng 2 năm 1799)                                                | không khung | Tháng 12 năm 1797 – 18 tháng 2 năm 1799                       | Chantzeri                | Roxana Nkika ? 3 người con                                                                             | Đuợc bổ nhiệm tương đối bất ngời vào vị trí vương công xứ Valahia, ông tăng thuế cũng như khôi phục các loại thuế đã bị người tiền nhiệm loại bỏ. Bị Husein Küçük hãm hại vì không cung cấp đủ chiến phí cho người Ottoman đàn áp cuộc khởi nghĩa ở Vidin rồi sau đó là bị Selim III cho chặt đầu một cách bí mật tại Bucharest |
| Alexandru Moruzi (1750 – 1816)                                                                  | không khung | Tháng 3 năm 1799 – 9 tháng 10 năm 1801                        | Mourouzis                | Zoí Rosetti-Rantoukanou ? 11 người con                                                                 | Lên ngôi lần hai. Tiến hành một số sửa đổi trong vấn đề lao động. Với việc đối phó thất bại với phiến quân Pazvantoğlu nổi dậy từ xứ Oltenia, ông xin phép triều đình Ottoman rời khỏi chức vụ năm 1801. |
| Mihai Suțu (1730 – 1803)                                                                        | không khung | 9 tháng 10 năm 1801 – 22 tháng 5 năm 1802                     | Soutsou                  | Sevastia Kallimachis ? 3 người con                                                                     | Quay trở về cai trị lần ba ở xứ Valahia nhằm ổn định tình hình khi khu vực này cùng với vùng ngày này là Bulgari bị quân phiến loạn Albania-Thổ dưới quyền Osman Pazvantoğlu đánh phá, tuy nhiên ông cũng không thành công và chạy trốn đến Transylvania (trong khi các quý tộc địa phương trốn đến xứ Moldava láng giềng). Bị người Ottoman cho thoái vị khi đang lưu vong tháng 6 năm 1802. |
| Vô chính phủ (22 tháng 5 năm 1802 – 2 tháng 7 năm 1802)                                         |             |                                                               |                          | | |
| Alexandru Soutsou (1758 – 18/19 tháng 1 năm 1821)                                               | không khung | 2 tháng 7 năm 1802 – 30 tháng 8 năm 1802                      | Soutsou                  | Euphrosine Kallimachis 1795 Không rõ tình trạng con cái                                                | Đuợc bổ nhiệm lần đầu sau khi người Ottoman lập lại trật tự tại đây. Nhanh chóng bị phế truất sau đó bởi một số cáo buộc của người Nga. |
| Constantin Ypsilantis (1760 – 24 tháng 6 năm 1816)                                              | không khung | 1 tháng 8 năm 1802 – 24 tháng 8 năm 1806                      | Ypsilantis               | Rallou Kallimachi ? 1 người con Elisabet Ypsilanti ? 7 người con                                       | Con cả của Alexandre Ypsilantis. Bị ảnh hưởng bởi trào lưu khai sáng và người Nga khiến ông bị phế truất năm 1806, sau khi bổ nhiệm làm vương công xứ Valahia 4 năm. |
| Alexandru Suţu (1758 – 18/19 tháng 1 năm 1821)                                                  | không khung | 24 tháng 8 năm 1806 – 15 tháng 10 năm 1806                    | Soutsou                  | Euphrosine Kallimachis 1795 Không rõ tình trạng con cái                                                | Đuợc bổ nhiệm lần hai. Nhanh chóng rời bỏ chức vị sau đó do việc người Nga đánh chiếm xứ Valahia. |
| Không rõ ai hay hội đồng nào nắm quyền cai trị (15 tháng 10 năm 1806 – 11 tháng 11 năm 1806).   |             |                                                               |                          | | |
| Alexandru Suţu (1758 – 18/19 tháng 1 năm 1821)                                                  | không khung | 11 tháng 11 năm 1806 – 13 tháng 12 năm 1806                   | Soutsou                  | Euphrosine Kallimachis 1795 Không rõ tình trạng con cái                                                | Đuợc bổ nhiệm lần ba theo sau sự chiếm đóng ngắn ngủi của người Thổ dưới quyền Alemdar Mustafa Pasha. Họ tiến hành đàn áp những người có thái độ thân Nga ở địa phương, trước khi bị một chi đội quân Nga dưới quyền Mikhail Andreyevich Miloradovich đánh đuổi khỏi đây. |
| Nga chiếm đóng (13 – 27 tháng 12 năm 1806)                                                      |             |                                                               |                          | | |
| Constantin Ypsilanti (1760 – 24 tháng 6 năm 1816)                                               | không khung | 27 tháng 12 năm 1806 – 31 tháng 5 năm 1807                    | Ypsilantis               | Rallou Kallimachi ? 1 người con Elisabet Ypsilanti ? 7 người con                                       | Được người Nga mời ra nhằm thực hiện ý đồ thống nhất hai nhà nước România nhưng không thành công do yêu cầu triều cống quá nhiều. (lần thứ nhất) |
| Nga chiếm đóng (31 tháng 5 năm 1807 – 8 tháng 8 năm 1808)                                       |             |                                                               |                          | | |
| Constantin Ypsilanti (1760 – 24 tháng 6 năm 1816)                                               | không khung | 8 tháng 8 năm 1808 – 28 tháng 8 năm 1808                      | Ypsilantis               | Rallou Kallimachi ? 1 người con Elisabet Ypsilanti ? 7 người con                                       | Được người Nga mời ra nhằm thực hiện ý đồ thống nhất hai nhà nước România nhưng không thành công do yêu cầu triều cống quá nhiều. (lần thứ hai) |
| Nga chiếm đóng (28 tháng 8 năm 1808 – 28 tháng 5 năm 1812)                                      |             |                                                               |                          | | |
| Ioan Caragea (1754 – 27 tháng 12 năm 1844)                                                      | không khung | 27 tháng 8 năm 1812 – 29 tháng 9 năm 1818                     | Karatzas                 | Elena Skanavi ? 5 người con                                                                            | Việc lên ngôi của ông có sự ủng hộ từ đế quốc Áo và cựu đại sự Thổ tại Pháp thời Napoleon là Halet Efendi, một trong những quý tộc Ottoman có ảnh hưởng lớn lên sultan Ottoman thời bấy giờ. Tiến hành đàn áp những người thân Nga, bóc lột dân chúng và làm lợi cho bản thần thời kỳ đầu cầm quyền, tuy nhiên chính sách cai trị của ông cũng được cho là mở đường cho chủ nghĩa khai sáng và các quyền tự do dân sự (thể hiện trong bộ luật 1818) sau này, có lẽ là sau đợt dịch hạch Caragea. Tham gia ngặn chặn cuộc khởi nghĩa của nhà Karađorđević, tuy nhiên các âm mưu trong nội bộ triều đình Ottoman và một số vấn đề về triều cống cho sultan buộc ông phải rời khỏi Bucharest bí mật vào đêm ngày 29 tháng 9 năm 1818 để tránh bị ám sát và thành công. Sống phần đời còn lại của mình tại Ý.         |
| Grigore Brâncovenu (? – ?)                                                                      |             | 29 tháng 9 năm 1818 – 17 tháng 11 năm 1818                    | Brâncovenești (?)        | Không rõ                                                                                               | Tranh cãi |
| Alexandru Suţu (1758 – 18/19 tháng 1 năm 1821)                                                  | không khung | 17 tháng 11 năm 1818 – 18/19 tháng 1 năm 1821                 | Soutsou                  | Euphrosine Kallimachis 1795 Không rõ tình trạng con cái                                                | Đuợc bổ nhiệm lần tư dưới hoàn cảnh không rõ. Chết tại lần cai trị này, có lẽ là bởi những người thân Hi Lạp ở đây đang chuẩn bị khởi nghĩa. |
| Grigore Brâncoveanu (? – ?)                                                                     |             | 18/19 tháng 1 năm 1821 – 21 tháng 3 năm 1821                  | Brâncovenești            | Không rõ                                                                                               | Người quyền lực nhất hội đồng nhiếp chính sau khi vương tử tiền nhiệm mất. Không rõ ông có là người lãnh đạo hội đồng này hay không. Không rõ số phận ông này sau cuộc khởi nghĩa của Tudor Vladimirescu. |
| Tudor Vladimirescu (k. 1780 – 7 tháng 6/27 tháng 5/28 tháng 5 năm 1821)                         | không khung | 21 tháng 3 năm 1821 – Trước 21 tháng 5 năm 1821               | Gìa đình tiểu điền chủ   | Không rõ                                                                                               | Lãnh đạo người gốc Valahaia. Cùng quân đội quân nổi dây nắm quyền ở Bucharest từ 21 tháng 3 cho đến khoảng tháng 5 năm 1821. Bị giết tháng 5 năm 1821. |
| Scarlat Callimachi (1773 – 12 tháng 12 năm 1821)                                                | không khung | Tháng 2 năm 1821 – Tháng 6 năm 1821                           | Callimachi               | Smaragda (Nicolas) Mavroyeni ? 1 người con                                                             | Được người Ottoman bổ nhiệm làm thân vương xứ Valahia, tuy nhiên ông không nắm quyền trực tiếp tại đây. Bị hạ độc trước khi có thể đến làm vương công xứ này, có lẽ là bởi phe thân Hi Lạp, không lâu sau khi bùng nổ chiến tranh giành độc lập Hy Lạp. |
| Thổ Nhĩ Kỳ chiếm đóng (Tháng 6 năm 1821 – 30 tháng 12 năm 1822)                                 |             |                                                               |                          | | |
| Grigore IV (30 tháng 16 năm 1755 – 29 tháng 4 năm 1834)                                         | không khung | 30 tháng 12 năm 1822 – 10 tháng 5 năm 1828                    | Ghica                    | Maria Hangerli 1803 6 người con Eufrosina Săvescu 1832 2 người con                                     | Là người không thuộc nhánh các gia tộc Fanariotes, những người đã cai trị xứ Valahia hơn 100 năm trước đó (cụ thể là cháu người anh em ruột của Grigore III Ghica). Tiếp tục phải đối mặt với xu hướng ly khai của các quý tộc địa phương ,tiến hành một loạt các chính sách kinh tế (đặc biệt là thuế, để trang trải khoản nợ lớn của xứ Valahia) và giáo dục, cũng như một số chính sách hiện đại hoá khác có liên quan. Ông cũng cho thành lập lại quân đội xứ Valahia. Được người Nga tiếp quản công quốc khoảng giữa năm 1828. |
| Nga chiếm đóng (10 tháng 5 năm 1828 – 2 tháng 4 năm 1834)                                       |             |                                                               |                          | | |
| Chính phủ Tiểu pháp hiến (1832 – 1856)                                                          |             |                                                               |                          | | |
| Alexandru II (30 tháng 16 năm 1755 – 29 tháng 4 năm 1834)                                       | không khung | 30 tháng 12 năm 1834 – 7 tháng 10 năm 1842                    | Ghica                    | Không kết hôn                                                                                          | Được lựa chọn là vương công bởi người Nga và Thổ, ông trở thành vị vương công lập hiến đầu tiên của xứ Valahia. Thời kỳ của ông đánh dấu sự chống đối của quý tộc cũng như sai lầm trong một số chính sách đối nội và đối ngoại của ông. Bị cho thoái vị vì bị hội đồng boyar tố cáo chống lại chính phủ tiểu pháp hiến. |
| Không rõ ai hay hội đồng nào nắm quyền cai trị (7 tháng 10 năm 1842 – 1 tháng 1 năm 1843).      |             |                                                               |                          | | |
| Gheorghe Bibescu (26 tháng 4 năm 1804 – 1 tháng 6 năm 1873)                                     | không khung | 1 tháng 1 năm 1843 – 13/25 tháng 6 năm 1848                   | Știrbei                  | Zoe Brâncoveanu 1826 (?) 1 người con Marițica Bibescu 21 tháng 9 năm 1845 6 người con                  | Là vương công duy nhất được bầu trong thời kỳ chính quyền tiểu hiến ở cả hai xứ Valahia và Moldava, ông được bầu cử ngày 27 tháng 12 năm 1842. Thời kỳ cai trị của ông chứng kiến mâu thuẫn với hội đồng boyar thời kỳ đầu, chi phối bởi các thành viên là đối thủ của gia tộc Ghica, đỉnh điểm là việc ông giải tán hội đồng vào ngày 4 tháng 3 năm 1844, dưới sự chấp thuận của Nga hoàng Nikolai I, và thay thế bằng quốc hội thân vương công vào cuộc bầu cử vào khoảng hơn hai năm rưỡi sau đó. Điều này khiến ông thông qua một số điều luật dễ dàng hơn. Chính sách đối ngoại giao tiêu biểu của ông là thắt chặt quan hệ với công quốc Moldova láng giềng. Từ chức sau tuyên cáo Islaz của phe cách mạng xứ Valahia năm 1848.                                                                             |
| Chính phủ Lâm thời Valahia (13/23/25 tháng 6 – 19 tháng 7 năm 1848)                             |             |                                                               |                          | | |
| Chính phủ Tam phó vương (19 tháng 7 – 25 tháng 9 năm 1848)                                      |             |                                                               |                          | | |
| Kaymakam Constantin Cantacuzino (1793 – 7 tháng 12 năm 1877)                                    |             | 23 tháng 6 năm 1848 – 16 tháng 6 năm 1849                     | Kantakouzinon            | Zoé Slatineanu k. 1822 4 người con                                                                     | Kaymakam được bổ nhiệm trực tiếp từ triều đình Ottoman nhằm cai trị xứ Valahia sau khi cách mạng Valahia 1848 thất bại. Thực hiện các chính sách đàn áp tương đối mạnh tay đối với những người cách mạng cũng như khôi phục chế độ nô lệ. Từ chức khi vị vương công tiếp theo được bổ nhiệm, tuy nhiên ông hoạt động trong chính quyền mới này của xứ Valahia bằng cách được bổ nhiệm vào chức Đại Vornic (về vai trò tương đương bộ trưởng Nội vụ và Tư pháp) |
| Barbu Știrbei (17 tháng 8 năm 1799 – 13 tháng 4 năm 1869)                                       | không khung | 16 tháng 6 năm 1848 – Tháng 9 năm 1849                        | Știrbei                  | Elisabeta xứ Pașcani ? 3 người con Elisabeta Știrbey Mùa thu 1821 9 người con                          | Được sự ủng hộ của người Ottoman vào vị trí ứng cử viên vương công. Thực hiện một số cải cách nhỏ cũng như thực hiện một số hành động nằm thống nhất hai nhà nước Danube bằng con đường chính trị. Từ chức sau khi triều đình Ottoman chính thức tuyên chiến với Nga, sau 1 khoảng thời gian ngắn bị Nga chiếm đóng bằng vũ lực trước đó. |
| Barbu Știrbei (17 tháng 8 năm 1799 – 13 tháng 4 năm 1869)                                       | không khung | Tháng 9 năm 1849 – 17 tháng 10 năm 1853                       | Știrbei                  | Elisabeta xứ Pașcani ? 3 người con Elisabeta Știrbey Mùa thu 1821 9 người con                          | Được sự ủng hộ của người Ottoman vào vị trí ứng cử viên vương công. Thực hiện một số cải cách nhỏ cũng như thực hiện một số hành động nằm thống nhất hai nhà nước Danube bằng con đường chính trị. Từ chức sau khi triều đình Ottoman chính thức tuyên chiến với Nga, sau 1 khoảng thời gian ngắn bị Nga chiếm đóng bằng vũ lực trước đó. |
| Nga chiếm đóng (10 tháng 5 năm 1828 – Sau 26 tháng 7 năm 1854)                                  |             |                                                               |                          | | |
| Không rõ ai hay hội đồng nào nắm quyền cai trị (Sau 26 tháng 7 năm 1854 – 22 tháng 8 năm 1854). |             |                                                               |                          | | |
| Ottoman chiếm đóng (22 tháng 8 năm 1854 – ? tháng ? năm 1854)                                   |             |                                                               |                          | | |
| Áo chiếm đóng (? tháng ? năm 1854 – 5 tháng 10 năm 1854)                                        |             |                                                               |                          | | |
| Barbu Știrbei (17 tháng 8 năm 1799 – 13 tháng 4 năm 1869)                                       | không khung | 5 tháng 10 năm 1854 – 25 tháng 6 năm 1856                     | Știrbei                  | Elisabeta xứ Pașcani ? 3 người con Elisabeta Știrbey Mùa thu 1821 5/9 người con                        | Bị triệu hồi (tháng 10 năm 1854) để cai trị dưới sự chiếm đóng của Áo. Vì không còn toàn quyền tự do hành động và chịu sự giám hộ của nước ngoài, họ phải chấp nhận những quyết định gây tranh cãi, chẳng hạn như không chào đón những nhà cách mạng di cư vào nước này. Thoái vị tháng 6 năm 1856. |
| Xứ bảo hộ theo Hiệp ước Paris (1856 – 1862)                                                     |             |                                                               |                          | | |
| Kaymakam Alexandru II (30 tháng 16 năm 1755 – 29 tháng 4 năm 1834)                              | không khung | 25 tháng 6 năm 1856 – 29 tháng 10 năm 1858                    | Ghica                    | Không kết hôn                                                                                          | Lên cai trị với tư cách là một Kaymakam được người Ottoman bổ nhiệm trực tiếp. Tiến hành một số cải cách nhỏ về một số lĩnh vực quân sự và dân sự. Bị buộc phải từ nhiệm theo hiệp ước Paris để cho một hội đồng Tam Kaymakam nắm quyền cho đến kỳ bầu cử vương công tiếp theo. |
| Chính phủ Tam Kaymakam (21 tháng 10 năm 1858 – 24 tháng 1 năm 1859)                             |             |                                                               |                          | | |
| Alexandru Ioan Cuza (20 tháng 3 năm 1820 – 15 tháng 5 năm 1873)                                 | không khung | 24 tháng 1 năm 1859 – 5 tháng 2 năm 1862                      | Cuza                     | Elena Cuza 30 tháng 4 năm 1844 Không có con                                                            | Lên ngôi do những áp lực đường phố từ Bucharest sau cuộc bầu cử vương công diễn ra năm 1869 tại xứ Valahia và cũng không lâu (cùng năm) sau khi ông được bầu chọn là vương công xứ Moldova. Điều này khiến ông thống nhất hai công quốc này dưới dạng liên minh cá nhân. Quá trình lên ngôi của ông không được Ottoman (lúc này hai xứ Valahia và Moldova đang là xứ bảo hộ của đế quốc Ottoman) công nhận cho đến tận ngày 23 tháng 12 năm 1861, do đó việc Pháp ủng hộ có tiếng nói giúp gạt bỏ sự phản đối của cả Ottoman lẫn Áo (Áo lúc này theo phe phản đối). Uỷ ban Trung ương cũng theo hoà ước được thành lập tại Focșani nhằm soạn thảo hiến pháp nhưng bị Cuza phản đối và do đó bị giải thể trước khi Cuza chính thức thành lập Liên hiệp hai thân vương quốc là Valahia và Moldova tháng 2 năm 1862. |
| Thân vương quốc Liên hiệp Moldova và Valahia (1862 – 1881)                                      |             |                                                               |                          | | |
| Alexandru Ioan Cuza (20 tháng 3 năm 1820 – 15 tháng 5 năm 1873)                                 | không khung | 5 tháng 2 năm 1862 – 22 tháng 2 năm 1866                      | Cuza                     | Elena Cuza 30 tháng 4 năm 1844 Không có con                                                            | Chính thức tuyên bố thành lập Liên hiệp Thân vương quốc tháng 2 năm 1862. Tiến hành cải cách về đất đai sau đó nhưng không đạt được thành công như mong đợi, ông dần bị dân chúng và các chính trị gia bất mãn, dẫn đến việc ông bị một nhóm quân nhân đột nhập và buộc ông phải ký vào văn bản thoái vị tháng 2 năm 1866. |
| Carol I (20 tháng 3 năm 1820 – 15 tháng 5 năm 1873)                                             | không khung | 22 tháng 2 năm 1866 – 14 tháng 3 năm 1881                     | Hohenzollern-Sigmaringen | Elisabeth xứ Wied 15 tháng 11 năm 1869 1 người con                                                     | Được Ion Constantin Brătianu là đại diện ra mời ông về làm Domitor của Liên hiệp Thân vương quốc Valahia và Moldova (và từ năm 1866 trở đi là România) thay cho Alexandru Ioan Cuza vừa bị ép thoái vị. Đến năm 1881, hiến pháp của România được sửa đổi, cho phép nước này trở thành một vương quốc. Carol do đó trở thành vị vua đầu tiên của vương quốc này. |

## Danh sách tài liệu
- Constantin Rezachevici (2001). Cronologia critică a domnilor din Țara Românească și Moldova: a. 1324-1881. Editura Enciclopedică. ISBN 9734503863.
- Treptow, Kurt W. (2000). Vlad III Dracula: The Life and Times of the Historical Dracula. The Center of Romanian Studies. ISBN 973-98392-2-3.
- Hasan, Mihai Florin (2013). "Aspecte ale relațiilor matrimoniale munteano-maghiare din secolele XIV–XV [Aspects of the Hungarian-Wallachian matrimonial relations of the fourteenth and fifteenth centuries]". Revista Bistriței (bằng tiếng Romania). Quyển XXVII. tr. 128–159. ISSN 1222-5096. Truy cập ngày 13 tháng 9 năm 2016.
- Levkin, Roman (2015). "The Legacy of Empires on Political Outcomes in Romania" (Tài liệu). tr. 38. {{Chú thích tài liệu}}: Chú thích document cần |publisher= (trợ giúp); Đã bỏ qua tham số không rõ |journal= (trợ giúp); Đã bỏ qua tham số không rõ |url= (trợ giúp)